# フォード・モーター
フォード・モーター・カンパニー（英語: Ford Motor Company）は、アメリカ合衆国の自動車メーカーである。
フォードは自動車の大量生産工程、および工業における大規模マネジメント（科学的管理法）を取り入れたことで20世紀の産業史・経営史に特筆される。特に1913年、組み立て工程にベルトコンベアを導入し流れ作業を実現したことは有名である。大量の自動車を短時間で生産できる高効率の工場設備、労働意欲を高める工員への高額報酬、一台当たりの生産コストの革新的な低減を組み合わせたフォード生産方式は「フォーディズム」の名で世界的に知られるようになった。

## 歴史

### 創業とフォード・モデルT

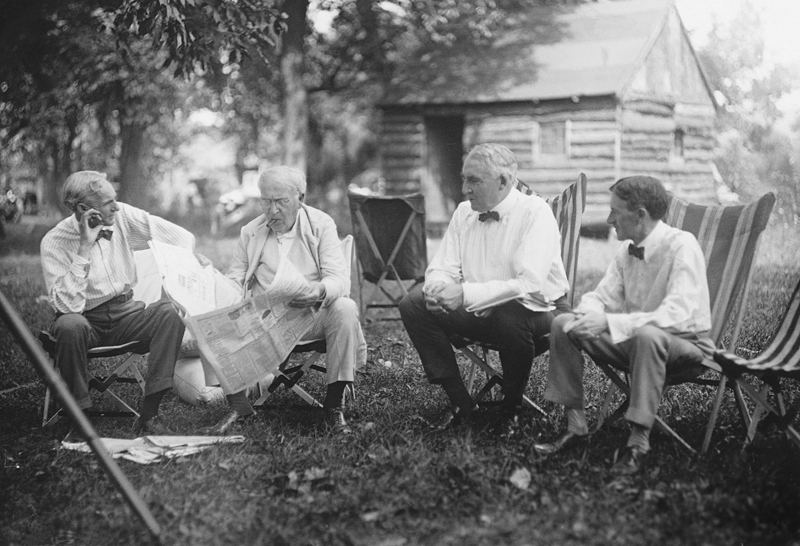
フォード（左端）とエジソン。エジソンの隣はウォレン・ハーディング大統領、右端はファイアストン

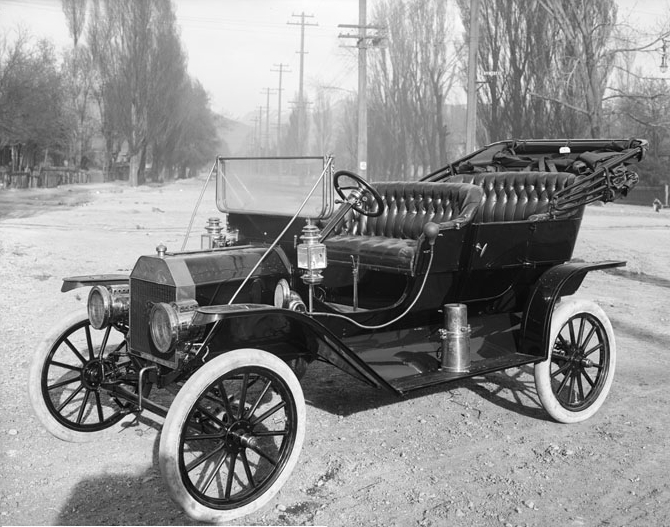
フォードT型（1910年）

ヘンリー・フォードは2度自動車会社の起業に失敗したが、3度目のこの会社は1903年6月16日の創業から現在まで続いている。当時40歳の彼は12人の投資家から現金2万8千ドルを集めて再起を期した。特に重要な投資家はダッジ・ブラザーズ自動車の創立者、ジョン＝フランシス＝ダッジとホラティウス＝エルジン＝ダッジのダッジ兄弟だった。
フォード・モーターは『A型』と名付けた車から製造販売をおこない1908年のS型に至った。S型に続き1908年から製造販売された『フォード・モデルT』は大量生産時代の自動車製造スタイルおよびそれに付随する全米規模でのアフターサービス体制を形作った最初の車となり、現代の自動車産業の原点としての意味で名車といわれている。
フォード開業当時のモデルはデトロイト市内のマック・アベニューにある貸工場で生産され、部品を自動車へ組み上げる作業を1台当たり2・3人の工員が数日かけて行っていたが、フォードではそれまでばらつきのあった部品をマイクロゲージを基準とした規格化によって均質化し、部品互換性を確保することに成功していた。フォード・モデルTは初めての自社工場であるピケットロード工場を利用し、フル生産開始の1909年には1年間で1万8千台もの台数を生産した。廉価なT型への需要が急増すると、フォードはさらに大型のハイランドパーク工場を建設し、1911年の稼働時には年7万台の生産を可能とした。フォード社は流れ作業システムや大量生産に必要な技術・管理方式を開発し、1913年には世界初のベルトコンベア式組み立て生産ラインを導入した。部品の簡素化・内製化、流れ作業による工員の間での分業化により、たとえば車体1台の組み立て時間は12時間半からわずか2時間40分に短縮され、年生産台数は25万台を超え、1920年までに100万台を突破した。
しかし生産技術革新は、工員にとっては、同じ動作だけの単調な労働を長時間強いられる極めて過酷なもので、人員の異動や退職も多く、未熟練工員の雇用や訓練コスト高に結びついた。ただでさえアメリカの労働力が不足する中、フォードは労働力確保を迫られ、1914年には1日当たりの給料を2倍の5ドル（2006年の価値では103ドルに相当する）へと引き上げ、勤務シフトを1日9時間から1日8時間・週5日労働へと短縮する宣言を発し、結果応募者が退職者を上回り続けることになった。合衆国政府が最低賃金や週40時間労働の基準を決める以前にこれを達成したことになる。一方でヘンリー・フォードは労働組合の結成には反対し続けた。
労働力不足と賃金上昇で1台当たりのコストは上がったが、フォードは販売価格に転嫁せず、生産コストを矢継ぎ早に削減することでコスト上昇分を吸収した。またフォードのブランドに忠実なフランチャイズ販売店システムを導入した。ヘンリー・フォードは、従業員が自社の車を買えるように賃金を引き上げたが、こうした厚遇は当時のウォール街の金融機関などから批判を浴びている。しかしフォードは成功を収め、1919年末にはアメリカの自動車生産の半分を担い、1920年には全米の自動車の半分がフォード・モデルTとなった。T型以前のモデルでは黒以外の多様なバラエティがあったが、T型はペンキの乾きが早く済むという理由で黒1色しかなかった。
1915年にはヘンリー・フォードは第一次世界大戦の休戦を模索するために平和使節としてヨーロッパへ渡っている。これは彼への人気を高めたが、一方でフォード・モデルTは連合国の軍用車となって戦争を支えた。

### フォードの転機
フォード社はフォード・モデルTだけを製造し続け1927年まで20年近くを一モデルの改良と生産工程の改良、販売サービス網の充実に費やす。当時金持ちのおもちゃといわれた自動車を大量生産によって大幅に値下げし、車は大衆的な輸送手段となった。この成功によって150社程もあった米国自動車会社の中からフォード社はアメリカ市場の5割を占める大会社となった。
1919年にヘンリーの息子エドセル・フォードが社長を引き継いだが、社の実権は創業者ヘンリーが握り続けた。社の経営はヘンリーの個人経営同然であった。彼は安価に大量にT型を供給し続けることしか念頭にない節もあり、より上級の車を求める顧客の需要を無視し、生産性のさらなる向上でT型の価格を下げ続けた。
この隙をついてGMとクライスラーがシェアを伸ばし、アメリカ内外の競合企業がT型より新鮮なデザインと優れた性能の自動車で顧客の需要を奪った。もともと多様な自動車会社が合併して生まれたGMは、大衆車から超高級車までのあらゆる価格帯の自動車を販売しており、さらに矢継ぎ早のモデルチェンジで常に最新型を供給して以前のモデルを時代遅れのものとする経営戦略で、T型しか買えない層よりも裕福な層をつかんだ。また、GMほか競合企業はオートローンによる信用販売により、所得の低い層でも分割払いで高額な自動車を買える仕組みを築いた。

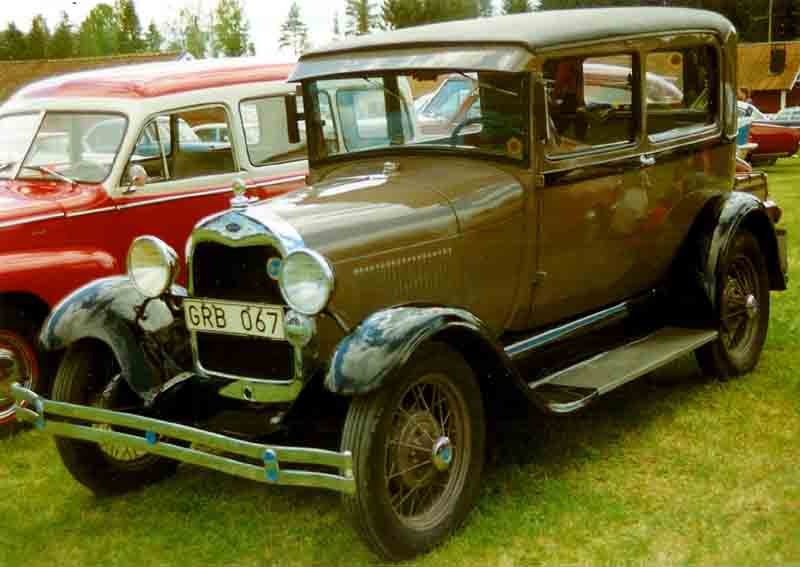
フォードA型（1928年）

社長のエドセルは早くからT型のモデルチェンジを考えており、それは社内や販売店の意向も同様だった。しかし、ヘンリー・フォードはこれを一顧だにせず、オートローンについても、顧客が借金を抱える販売手法は長い目で見て消費者と国家経済を疲弊・荒廃させるとして強く抵抗した。これら固執は後に失政ともいわれた。
しかしT型の性能・デザイン面での陳腐化は明らかだった。
1926年1月の月間登録台数は、ゼネラル・モータースの約44,000台に対し、モデルT一辺倒のフォード約90,000台と倍以上のシェアを有していたが、同年11月には計画的陳腐化で毎年の新車効果を狙うゼネラル・モータースがシェアで逆転。
1927年12月にはついに、1,500万台を販売したT型の生産を中止し、心機一転、モデル名を振り出しに戻し再びA型と名乗る車を導入した。一方、1922年2月4日にはリンカーンを買収し、フォードは高級車市場へ参入している。また1938年には大衆車フォードと高級車リンカーンの中間にあたるマーキュリーブランドを立ち上げ、ようやく中級車市場へも参入した。
1920年代後半から1930年代にかけての大恐慌時には、フォード社の高い月給は労働者を多数集めたものの、工場の労働と規則は厳しいものだった。また大恐慌における自動車需要の収縮でフォードの他社との競争は激化した。なおこの頃航空機製造にも乗り出し、「トライモーター」などの旅客機を世に送り出した。

### 海外進出

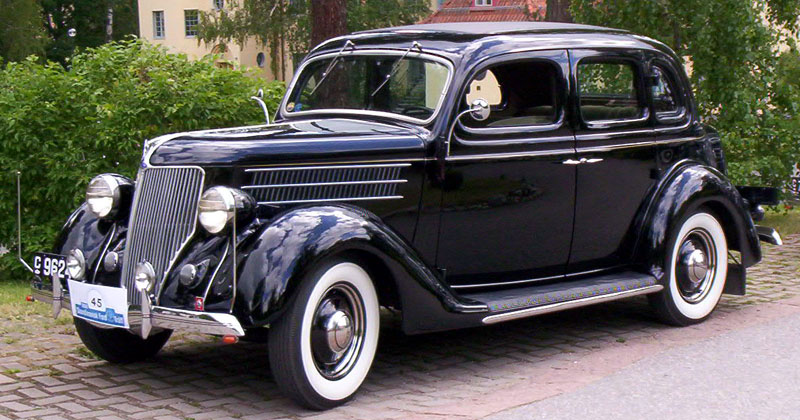
フォード・モデル68（1936年）

GMとの競争は、早くから海外への進出も目を向けることにも繋がった。イギリス・フォードが1911年から、ドイツ・フォードが1931年からと、古くから現地生産が行われ、1967年にフォード・オブ・ヨーロッパ（以下、欧州フォード）が設立され、それ以降はモデルの一元化が推進され、1970年代から1980年代を通して完全に一元化された。欧州フォード車はフォードブランドであっても欧州車そのものであり、マッシブな北米部門に対し、車体剛性、操縦安定性、ハンドリングに優れたモデルを擁する、質実剛健な欧州部門という方向性となっていた。
またアジアへの進出も早くから行われ、1925年（大正14年）2月には、世界五大国の1つであり、自動車市場の成長が期待されていた日本の横浜市に日本法人の「日本フォード」を設立し、ノックダウン生産による組み立て工場（日本フォード子安工場）を置いた。アメリカで生産されていたモデル（2代目 Model AとModel AA）を生産、販売し、当時の主な市場はタクシー、トラック、バスなどの運輸業向け営業車であったが、その後富裕層を中心とした自家用車市場にも食い込んでいった。
その後GMもこれに続き、1927年（昭和2年）1月に大阪市に日本ゼネラル・モータースを設立、この時期から1940年（昭和15年）頃までの間に、米国のフォードとGM、英国のオースチン、そして国産のダットサンやオオタの各モデルが一般オーナーに広く普及したことにより、自動車販売網やガソリンスタンド、オーナーズクラブなどがつくられ、日本の自動車文化、自動車趣味の基礎が出来上がった。
1926年にはオーストラリアのジーロングにフォード・オーストラリアを開設し、1970年代以降、オセアニア独自モデルの生産を続けている。1929年にはソビエト連邦での共同事業としてニジニ・ノヴゴロドにNNAZ（ニジニ・ノヴゴロド自動車工場、現在のGAZ）を開設した。

### 第二次世界大戦

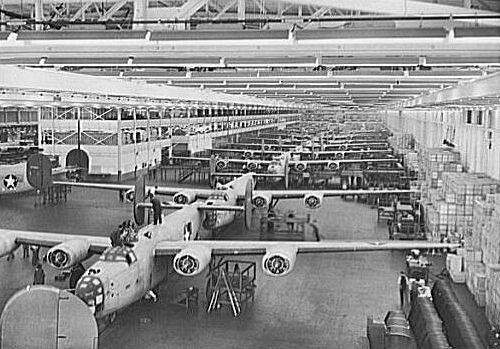
フォードのウィローラン工場で大量生産されるB-24爆撃機

フランクリン・ルーズベルト大統領はデトロイトを「民主主義の兵器廠」と呼んだ。フォード・モーターもこれに深く貢献しており、第一次世界大戦および第二次世界大戦では重要な役割を果たした。ヘンリー・フォードは「戦争は時間の無駄」と言ったと伝えられ、戦争から利益を上げることを嫌悪した。しかしフォードは多くの自動車を軍に納めたほか、1930年代のナチス政権下のドイツにおけるフォード工場の国有化に協力しドイツから勲章を得た。
一方でフォードは第二次世界大戦勃発後の生産増強に際し天才的な才能を発揮し、軍用機・軍用車生産の効率を飛躍的に高めた。コンソリデーテッドB-24爆撃機の製造のために1941年4月にアナーバー近郊で着工したウィローラン工場は面積33万平方メートルで、当時世界最大の流れ作業ラインを持つ工場であった。B-24製造にあたって、飛行機会社では1日1機の製造が精いっぱいだったが、ウィローラン工場では24時間体制で1時間1機のB-24を生産した。
ウィローラン工場建設のストレスで社長エドセル・フォードは1943年春に胃がんで死去し、再び父ヘンリー・フォード1世が経営者となった。ウィローラン工場は1943年8月生産開始し、大量の爆撃機を送り出した。またフォードは他社とともにM4中戦車やジープ（GP/GPW）の生産にもあたっている。
なお、第二次世界大戦中は多くの男性労働力が戦場へと駆り出された他、新型車の開発、発売がストップしたのみならず、鉄やガソリンの調達さえ困難になり、アメリカ国内でガソリンの販売規制が行われたことから乗用車の販売が激減した。

### 第二次世界大戦後

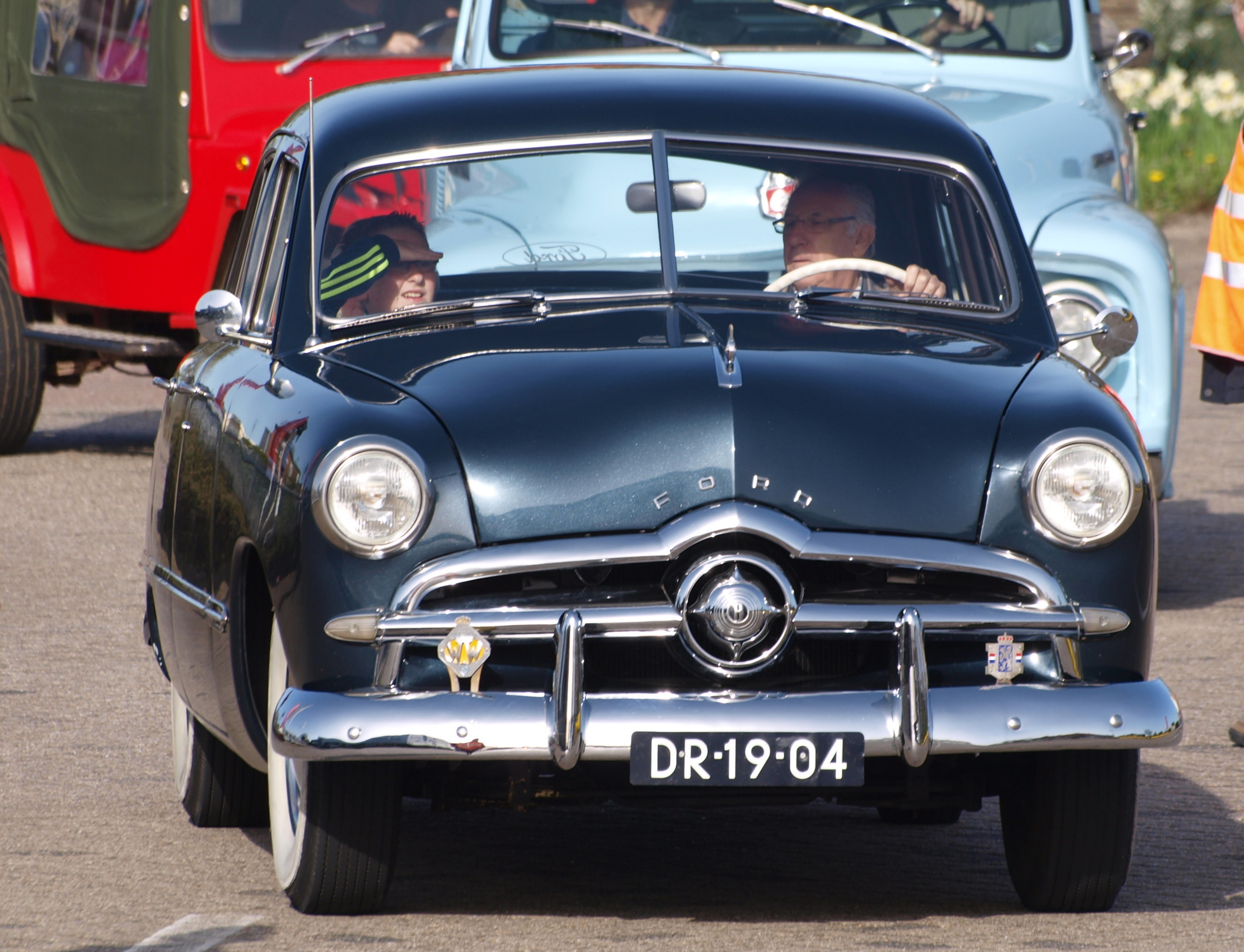
フォード・カスタム（1949年）

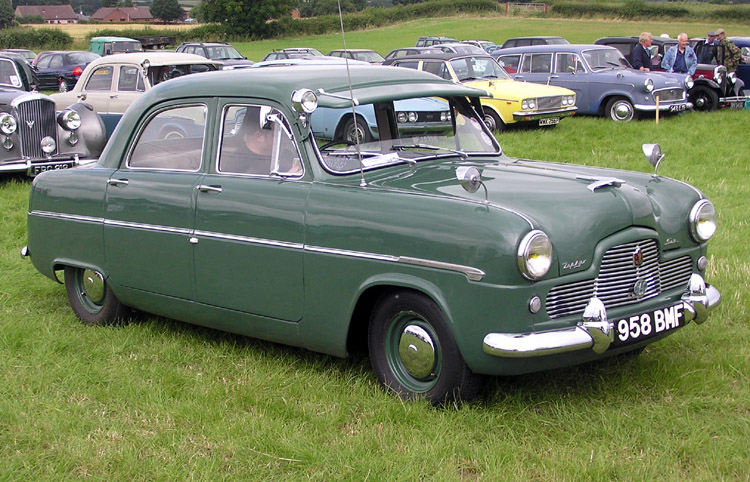
ゼファーシックス（1954年）

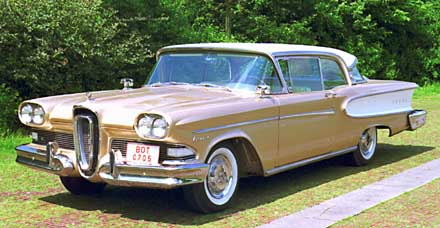
エドセル（1958年）

ヘンリー・フォードは最年長の孫であるヘンリー・フォード2世を次期フォード社長に指名し、1947年に死去した。ヘンリー2世は1945年から1960年まで社長を務め、1960年から1980年まで会長・CEOを務めた。その最中、1956年にフォードは公開会社となったが、現在に至るまでフォード家が議決権株式の40%を支配し続けている。
1946年に、ハーバード・ビジネス・スクールを経てアメリカ陸軍航空軍で統計学を用いて戦略爆撃を立案・分析したロバート・マクナマラがフォードに入社し、経営計画および財務分析を担当する重役となる。
マクナマラはヘンリー2世の支持を得て、創業者と大戦特需を失い危機に陥ったフォードを立て直し、トップレベルの経営担当重役を歴任したうえで1960年11月9日にはフォード家以外では初となる社長に就任した。しかし、就任から5週間もたたないうちにアメリカ合衆国大統領のジョン・F・ケネディに請われてホワイトハウス入りし、国防長官に就任した。
アメリカ経済が戦禍から立ち直りつつあった1949年に、フォードは戦後初の本格的な新型車「カスタム」を発表し、その斬新なデザインをもってヒット作となった。
その後も幅広いバリエーションを持つフェアレーンや、名車と称えられるサンダーバードをヒットさせ、併せて第二次世界大戦前から展開していたヨーロッパ市場においても、イギリス・フォードのアングリアやゼファーなどのヒットにより、その立ち位置を盤石なものとした。

### エドセルの失敗
1958年には、フォードとマーキュリーの間のレインジを担当する、斬新なフロントグリルを特徴とする中級車ブランド「エドセル」を、大々的なキャンペーンとともに発売した。
しかし、亡き社長の名を取って「エドセル」と名付けられた新ブランドは、折からの不況とマーケティングの失敗、そしてデザインが受け入れられなかったために、その後追加モデルの投入を行ったにもかかわらず自動車業界史上記録的な大失敗に終わり、1959年11月に生産中止となり姿を消す。

### アイアコッカ時代

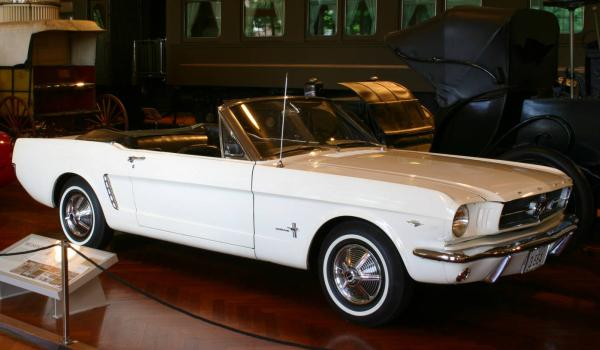
フォード・マスタング（1964年型）

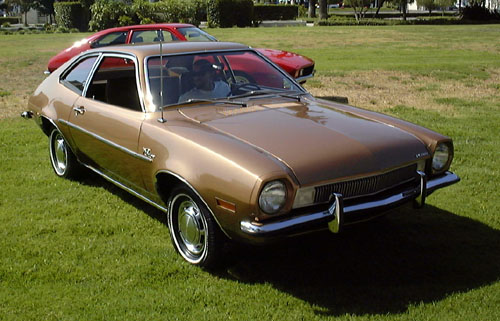
フォード・ピント（1971年型）

エドセルの大失敗で打撃を受けたフォードは、行き過ぎた大型化の反動から中型車や小型車へのシフトが始まった業界の動向にあわせ、1960年に発表したコンパクトカーのフォード・ファルコンをヒットさせた。
さらに1964年にはファルコンをベースに、第二次世界大戦後に生まれたベビーブーマーをはじめとする幅広い層をターゲットにしたフォード・マスタングを発表し、こちらも大きな成功を収めた。1967年には欧州フォードが設立された。
1970年1月、マクナマラの部下の一人で、マスタング等の大成功した車種の開発や、リンカーンおよびマーキュリーブランドの立て直しにあたったリー・アイアコッカが新たに社長に就任した。
1970年代以降、フォードはビッグ3のライバルのほか、オイルショックの影響を受けて急速に伸びた日本製小型車との競争でシェアを失ったが、アイアコッカは後に安全性をめぐり訴訟へ発展したフォード・ピント（1971年）などを発売し、1978年には史上最高の売上と22億ドルの利益を達成した。
しかし、経営方針を巡って会長のヘンリー2世と衝突し続けたアイアコッカは、同年7月13日に解雇された。アイアコッカは解雇後まもなくライバルのクライスラーの社長に就任し、同社の再建に取り組むこととなる。

### 1980年代

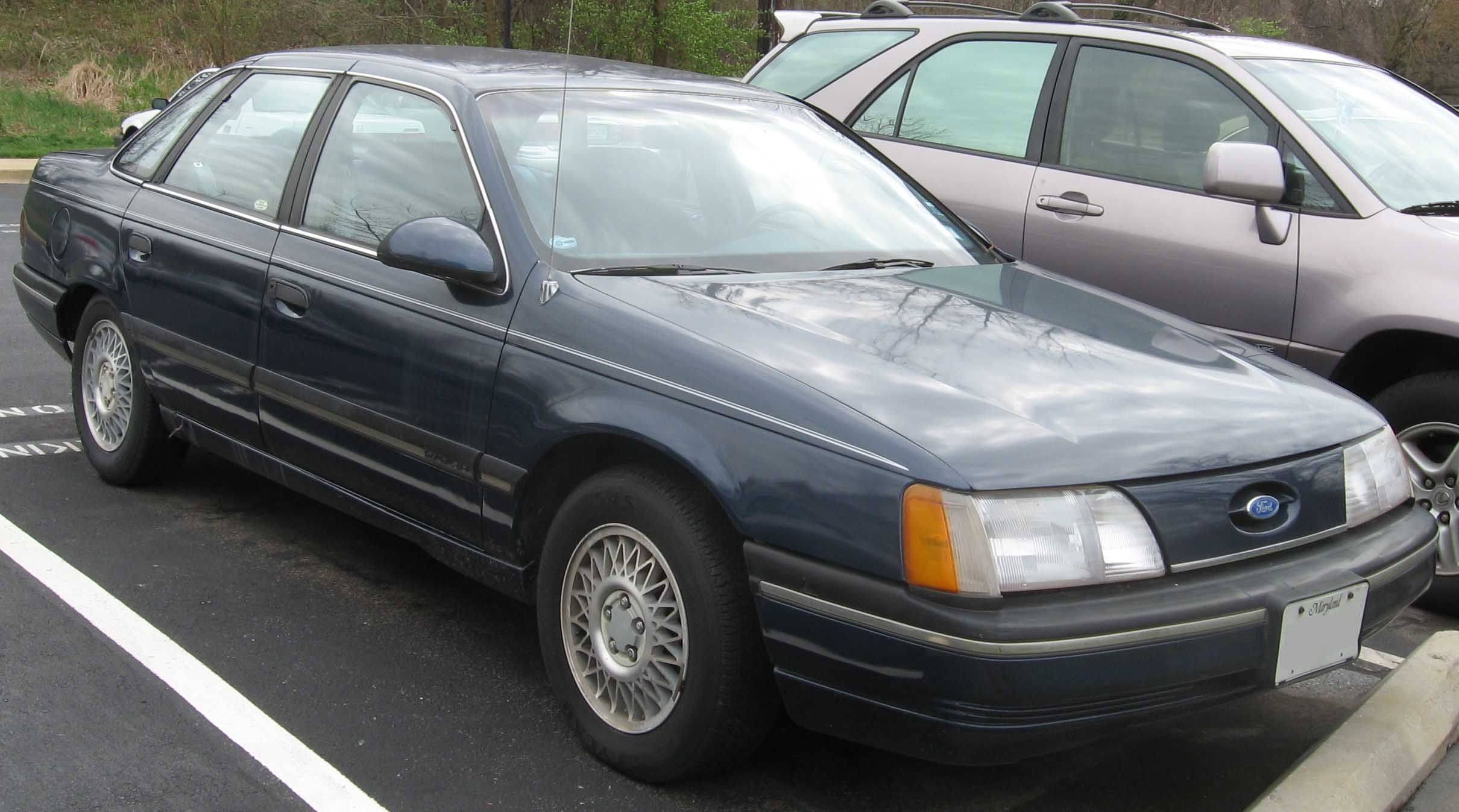
初代トーラス（1985年）

アイアコッカの後は、フィル・コールドウェルが1979年に会長になり、1985年にドン・ピーターセンが継いだ。なお、1979年には日本のマツダと資本提携し、傘下に置きつつ共同で小型車の開発や生産を行った。
1980年代も日本車との競争が続いたものの、1979年に発売された小型化されたマスタングや、1983年に発売されたテンポ（Tempo）や9代目サンダーバードがヒットした。さらにヨーロッパにおいても、フィエスタやシエラがヒットした。
また、日本車や西ドイツ車を徹底的に研究し、テンポやサンダーバードと同じく空力を意識したエクステリアをまとい、1985年に発売された中型前輪駆動車のトーラスが大ヒットし、久々にフォードブランドのモデルがアメリカのベストセラーの座を得るという快挙を成し遂げた。

### 1990年代

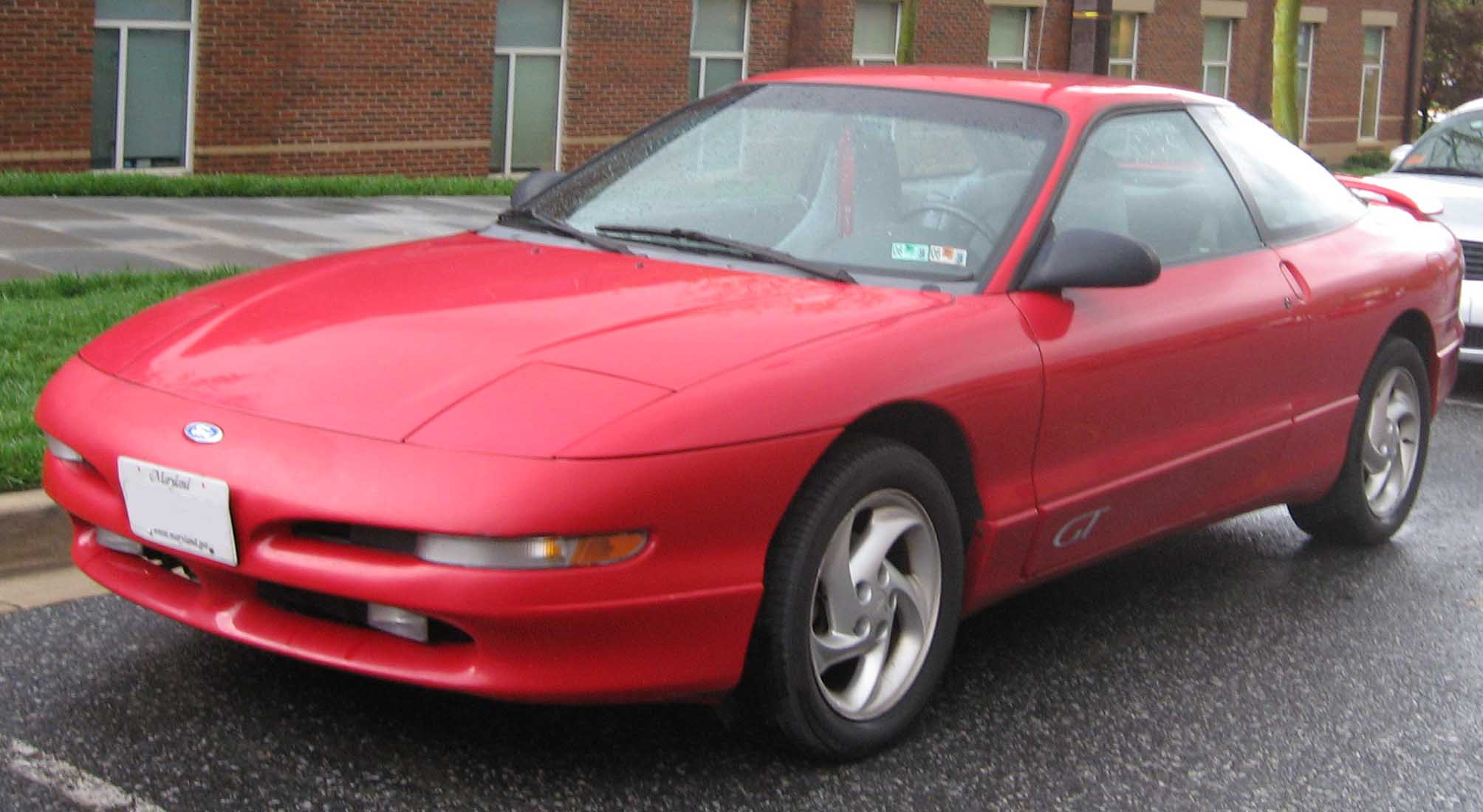
2代目プローブ（1993年）

1990年代には株式市場の盛況とガソリン安で、ピックアップトラックやSUVなど収益性の高い多くの車種の販売が好調で、安定した経営を続けていた。良好な経営状態を受けて、1989年に経営不振に陥っていたイギリスのジャガーやアストンマーティン、BMWによるローバー・グループの解体で引き受けて先を探していたランドローバーを買収し、傘下に収めた。後にスウェーデンのボルボ・カーズも買収する。これらのヨーロッパの高級車ブランドは「プレミア・オートモーティブ・グループ」（PAG）の名のもとにまとめられることとなる。
なお、1990年にはハロルド・ポーリングが、1993年にはアレックス・トロットマンが、1998年にはジャック・ナッソーが会長兼CEOになった。ナッソーの攻撃的な経営は関係企業や社内の不興を買い、2001年に解任された。

### 2000年代

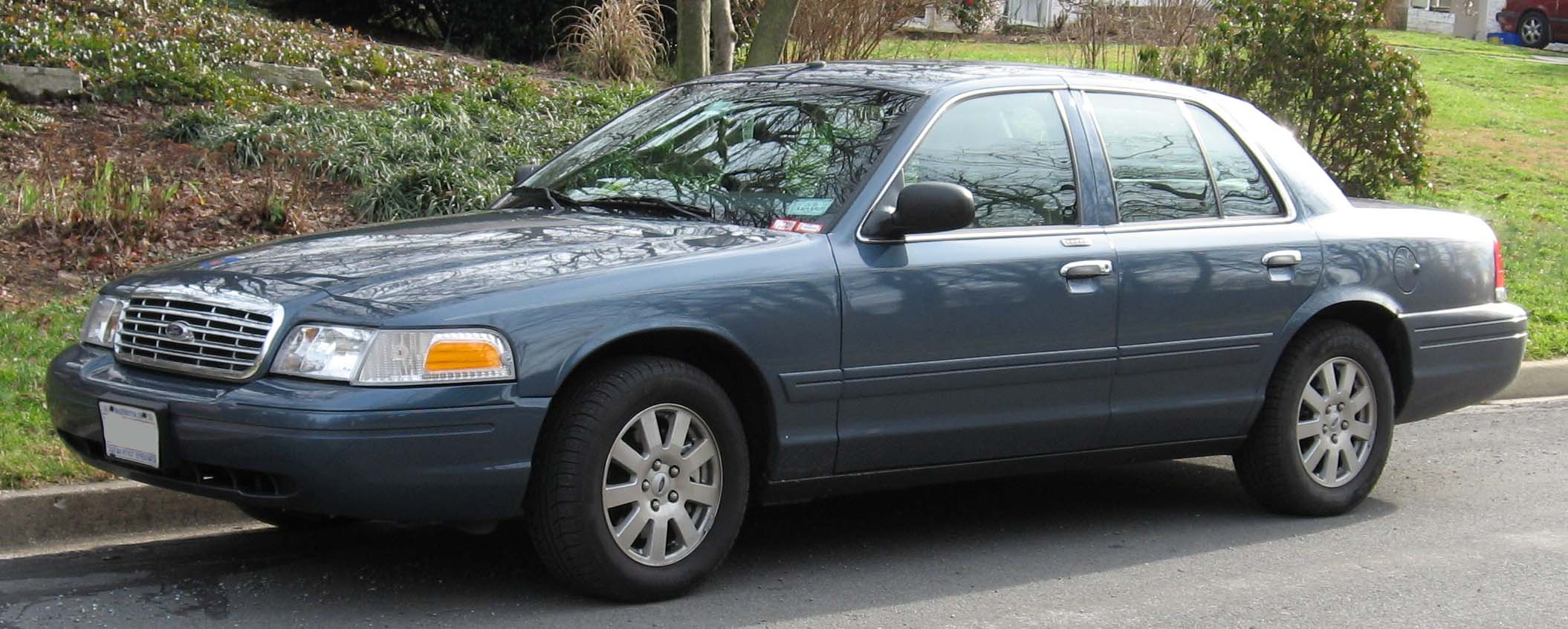
2代目クラウンビクトリア（2007年）

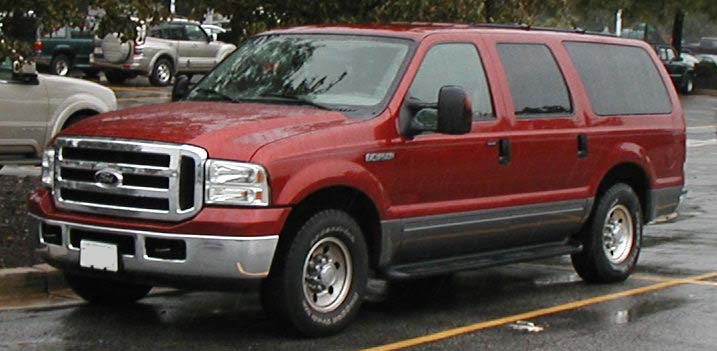
2代目エクスカーション
（2005年）

2001年には久しぶりにフォード家のウィリアム・クレイ・フォード・ジュニアが会長兼CEOになっている。2006年にはフォード再建を期待されてアラン・ムラーリーがボーイングよりフォード入りし社長となった。
しかしナッソー時代の技術停滞と他業種参入、当時の業界再編に対抗するための買収路線のマイナスな影響は2000年代に入っても打開できず、さらに2001年9月のアメリカ同時多発テロ以降の原油価格の高騰によるガソリン値上げなどの影響で、アメリカ国内市場における主力商品のフルサイズSUVやピックアップトラックが燃費の悪さから敬遠される傾向にあり、同様の戦略をとっていたGMと共に経営不振に陥っている。
2007年3月には、PAGのアストンマーティンがデビッド・リチャーズ、クウェートの投資会社などで構成される投資家グループに8億4800万ドルで売却されたことが発表された。これによりアストンマーティンはフォード・グループから離脱。ただしフォードモーターは引き続き7700万ドルの資本は持ち続ける。
そして2008年3月26日付でPAGのジャガーとランドローバーが、インドのタタ・モーターズへ23億ドルで売却されたことが発表され、フォード・グループより離脱した。売却項目にはデイムラーとローバーの商標も含まれている。
さらに2007年以降、アメリカ発の世界金融危機以後ますます深刻化する業績悪化を受け、2008年11月にフォード・モーターは、長年株式を保有し傘下に置いていたマツダの株式33.4%のうち約20%を、マツダや広島銀行などに売却した。
さらに2010年3月には、PAGに属していたボルボ・カーズを売却することで、中華人民共和国の浙江吉利控股集団との間で最終合意し、同年8月に売却を完了した。これによりPAGは消滅した。

### One Ford戦略
大苦境に陥ったフォードを再生させるべく、CEOのアラン・ムラーリーは新経営戦略「One Ford」を策定した。
これまでは各地域で独自に商品開発・生産を行ってきたが、世界的に体制を一本化し、重要なセグメントに対してモデルを絞り込み「Quality (品質)」「Green (環境性能)」「Smart (洗練度)」「Safety (安全性)」の4項目を世界トップレベルに向上させて、世界中に流通可能な本格的グローバルプロダクトを開発・販売するという戦略である。

### 現在

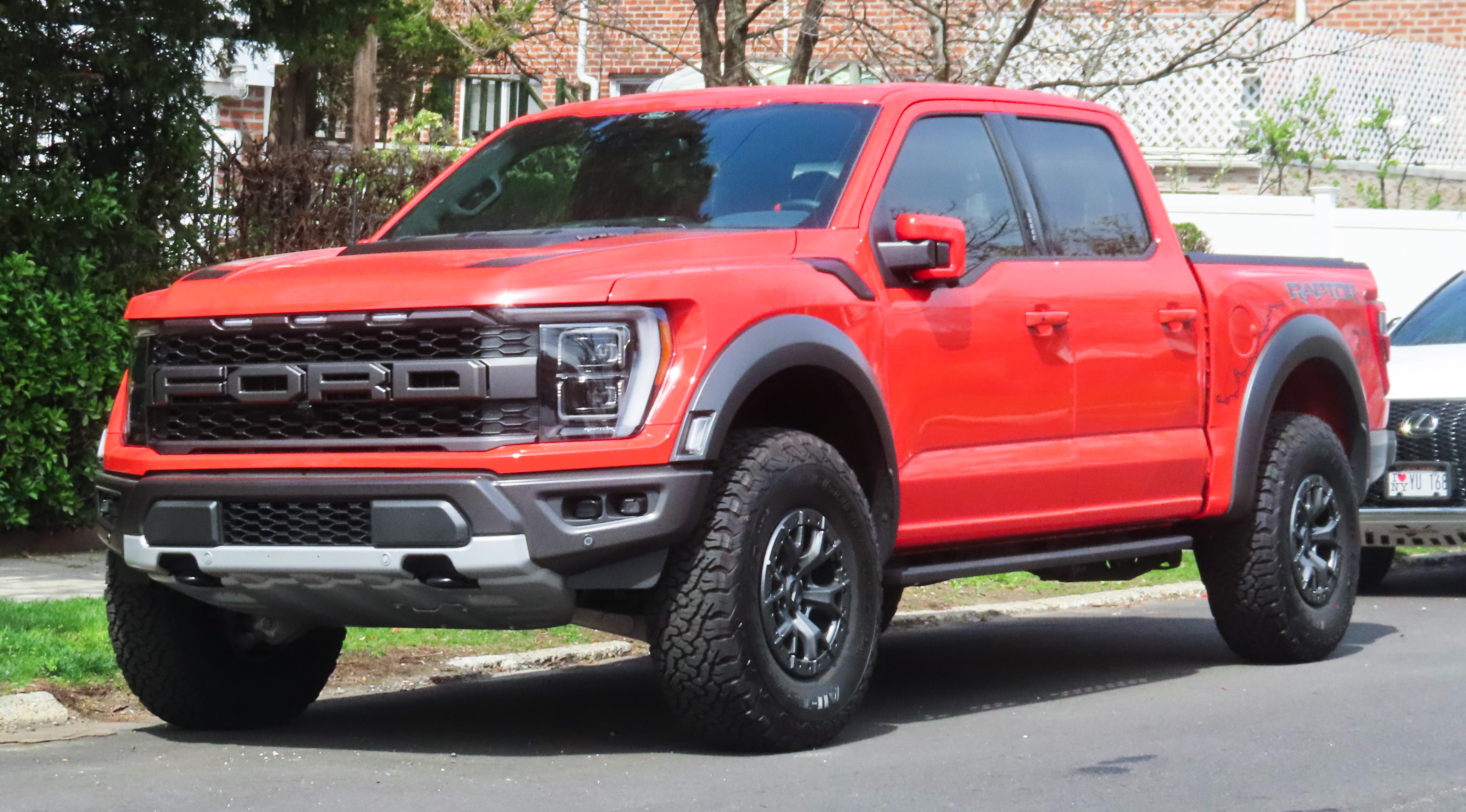
14代目 F-150のスペシャルモデル、ラプタ－（2021年）

同時多発テロ以降の原油価格高騰と世界金融危機を受けて、北米自動車業界では低燃費車を求める消費者の意向を受け、車のダウンサイジングが進んだ。
フォードも例外ではなく、2010年にはBセグメント車・フィエスタを北米で販売開始、欧州フォードとの車種統合、ビッグ3では唯一V8エンジンのDOHC化、フルサイズ車の象徴とされたクラウンビクトリアの生産終了、エクスプローラーのFF乗用車ベース化、ダウンサイジングコンセプトの小排気量過給エンジン「エコブースト」の採用など合理化を進めている。また、1990年代後半からブランドの差別化に失敗し、販売不振に陥っていた「マーキュリー」ブランドを2010年10月3日に廃止した。しかしピックアップトラックのF-150はアメリカ国内のベストセラーの座を守り続け、2011年にはGM、クライスラーと同様、業績が好転した。さらに2016年には、進出から100年以上の歴史を持つものの、マツダとの提携も終わり、販売台数が低迷していた日本市場から撤退するなど、「選択と集中」を進めている。
2017年3月には、3Dプリンターによる自動車部品の製造テストを開始すると発表。将来的にはニッチだった車両の製造実現や、大量生産出来なかったグレードアップ・オプションの製造などを目指すとしている。3Dプリンターで製造された部品はこれまでの金属製部品の半分の重量で燃費性能の向上にも貢献できるとしている。
2018年4月には、北米市場でトーラスなどのセダンを廃止して小型車の生産を縮小、2020年までにライトトラック（ピックアップトラック、SUV、バン）の販売比率を90 %にする方針を表明している。アメリカの自動車工場では、少量生産のモデルでは工場建設や設備導入の投資分をカバーできない状況になっているため、フォードは米国国内で生産台数が5万台に満たないモデル（特にセダン）を、セダン需要が堅調な中国から輸入することでラインナップの維持を検討したが、中国との貿易戦争が激化したことにより2018年度中に白紙化された。
2022年3月、フォルクスワーゲンと二次電池式電気自動車において提携することを発表。フォルクスワーゲンのMEBプラットフォームを使用し、フォードブランドの電気自動車を生産する予定。同年10月26日、ソラーズとの合弁会社の株式売却を決定。ロシア事業から撤退。翌2023年3月2日には自動運転支援システムの開発を手がける新子会社「ラティテュードAI」を立ち上げたと発表した。

## フォードのマーク

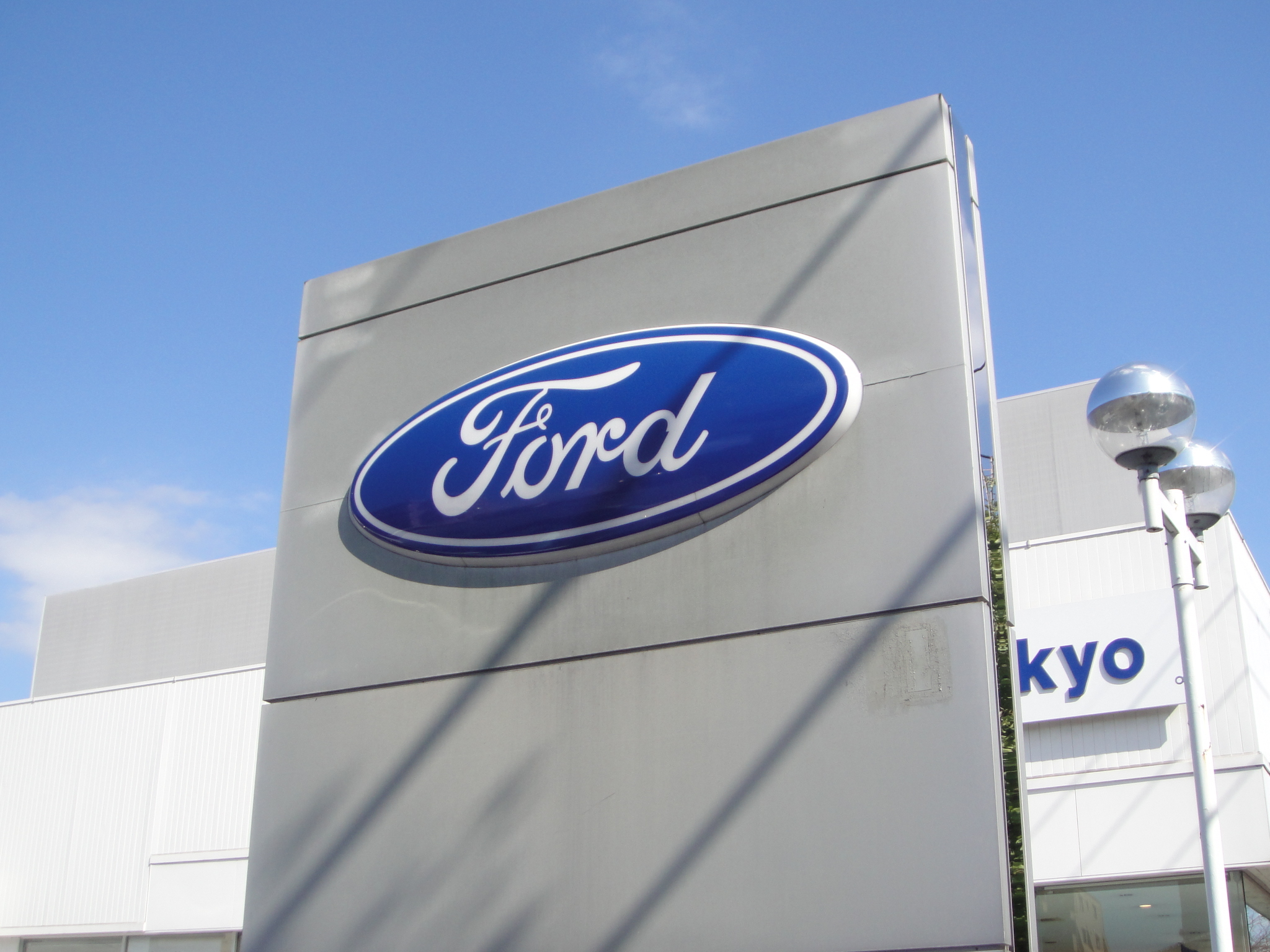

フォードのオーバル型のトレードマークは1907年に導入された。1928年に生産開始されたT型の後継車「A型」がオーバル型のバッジの中にフォードという書き文字を入れた最初の車種である。「フォード」という文字はフォード社最初の主任技師C・ハロルド・ウィリスの書いたものとされる。彼は1903年に自分の名刺に書いたフォードという文字をもとに、この書き文字を導入した。

## フォードグループの世界展開
グローバル企業であるフォード社は本拠地アメリカの他にも全世界に生産工場や研究開発施設を持っている。

### 欧州
トルコではフォード・オトサンにおいてトルコ国内または欧州向け乗用・商用・大型トラックの生産を行っている。イギリス、西ドイツ時代を含むドイツ、ベルギーにも工場を有しており、かつてはコーティナ、タウヌス 、エスコート、フィエスタ、カプリ、シエラ、スコーピオなど、日本でもなじみのあるモデルが生産されており、現在ではモンデオ、フォーカスなどが生産されている。

### 東南アジア・大洋州
台湾の福特六和汽車にてフォードブランドを、タイのオート・アライアンス・タイランド（AAT）にてフォード、マツダ、シボレー（以下GM）の各ブランドを生産している。フォード車についてはレンジャーを生産しているが、マツダ・Bシリーズとの混流生産となっている同国の事情に合わせ、北米生産型のレンジャーではなく、初代マツダ・BT-50をベースとしたモデル（PJ/PK型）を生産していた。オーストラリアのフォード・オーストラリアもかつては乗用車・貨物車を生産していたが、現在は同国での生産から撤退している。その中で代表車種はカプリとファルコンであり、ファルコンにはオーストラリアで人気の2ドア Ute もあった。

### 南米
ブラジル、アルゼンチン、コロンビア、ベネズエラ、メキシコで工場を構えている。その中で、ベネズエラのバレンシア工場が2015年操業を休止した。2007年1月ブラジルの自動車メーカートロラーを買収。

### 研究開発
フォードはフォード研究・改革センター（
Ford Research and Innovation Center）を4カ所、米国ディアボーン、シリコンバレー（パロアルト）、ドイツ・アーヘン、中国上海に開設している。また、開発センターは米国内だけでなく海外で、英国エセックス州（Dunton Technical Centre）、ドイツ・ケルン（Merkenich-Cologne Technical/Design Centre）、オーストラリア・メルボルン（Asia Pacific Product Development Centre）、中国南京および重慶などに持っている。

## 日本でのビジネス

### 第二次世界大戦前
日本への輸出は、日露戦争が終結した1905年（明治38年）に開始された。その後第一次世界大戦の戦勝国かつ世界五大国のひとつとなり、当時のアジア最大の経済大国となり、さらに関東大震災後にバスやタクシーの需要が急増した日本を重視したフォードは、1925年（大正14年）2月に神奈川県横浜市緑町（現・西区みなとみらい）に「日本フォード」を設立した。緑町工場の敷地は約2,500坪で、主にフォード・モデルT（左ハンドル）の組み立て（ノックダウン生産）が行われた。
1927年12月に米本国でフォード・モデルA（英語版）へのモデルチェンジが発表されると、モデルAのノックダウン生産に対応すべく、1928年12月に子安沖の埋立地（横浜市守屋町）に子安工場が開設された。モデルA（右ハンドル）のノックダウン生産が行われた子安工場の敷地は約11,267坪で、日当たり200台の生産能力を有していたとされる。販売面では割賦販売も開始された。
フォードは乗用車やトラックを年間1万台生産し、トヨタ自動車、日産自動車、いすゞ自動車を始め、大阪に工場を置いた日本ゼネラル・モータースをしのぐ国内最大の自動車メーカーとなった。また、子安工場製のフォード車は日本の友好国である満州国などにも輸出された。
しかし、日米間の関係が悪化しつつあった1936年（昭和11年）に、日本政府は国策として自国の自動車産業の保護育成を目的とする「自動車製造事業法」を制定した。この法律により、国内資本が50 %以上の企業のみ自動車製造が許可されることになり、100 %アメリカ資本だったフォードは1940年（昭和15年）に操業停止を余儀なくされる。

### 第二次世界大戦後
太平洋戦争中の1941年（昭和16年）12月から1945年（昭和20年）8月の期間、工場設備は日本政府に接収されたが、戦後の連合国軍の管理を経て1958年（昭和33年）までにフォードに返還された。現在、この一帯（子安地区）はマツダのR&D（研究開発）センターとなっている。
また、現在の新横浜地区では、東海道新幹線の計画が発表される以前、「フォードが工場を作るらしい」という触れ込みで土地の売買が盛んに行われていた。
終戦後しばらく、フォードは日本での事業に直接携わっていなかったが、各地方のディーラーが輸入代理店としてフォード車を販売していた。
1937年（昭和12年）よりフォードのディーラーであった札幌市の「北海自動車工業」と、1952年（昭和27年）にフォードソン（Fordson）トラクターと農業機械の輸入・販売契約を締結 。
その後1970年（昭和45年）にフォードは、北海自動車工業との合弁で「北海フォードトラクター」（HFT）を設立。同年には石川島芝浦機械（現・IHIアグリテック）とも農用トラクターの日本国内販売に関する提携を結んでいる。1991年（平成3年）、北海自動車工業は、北海フォードトラクターを新たな筆頭株主となった芝本産業へ売却、「フォード」を冠した社名は消え、「日本ニューホランド」となる。
1974年、正式な日本法人として「フォード自動車（日本）株式会社」（FOJ）が設立され、既存の販売会社との特約店契約が締結され、初の全国販売網が構築された。
マツダとの資本提携以前はホンダも販売に加わっていた。1974年（昭和49年）2月、中古車販売を統括していた「ホンダ中販」を「ホンダインターナショナルセールス（HISCO）」に社名変更し、全国販売網を展開していた。

### マツダとの提携

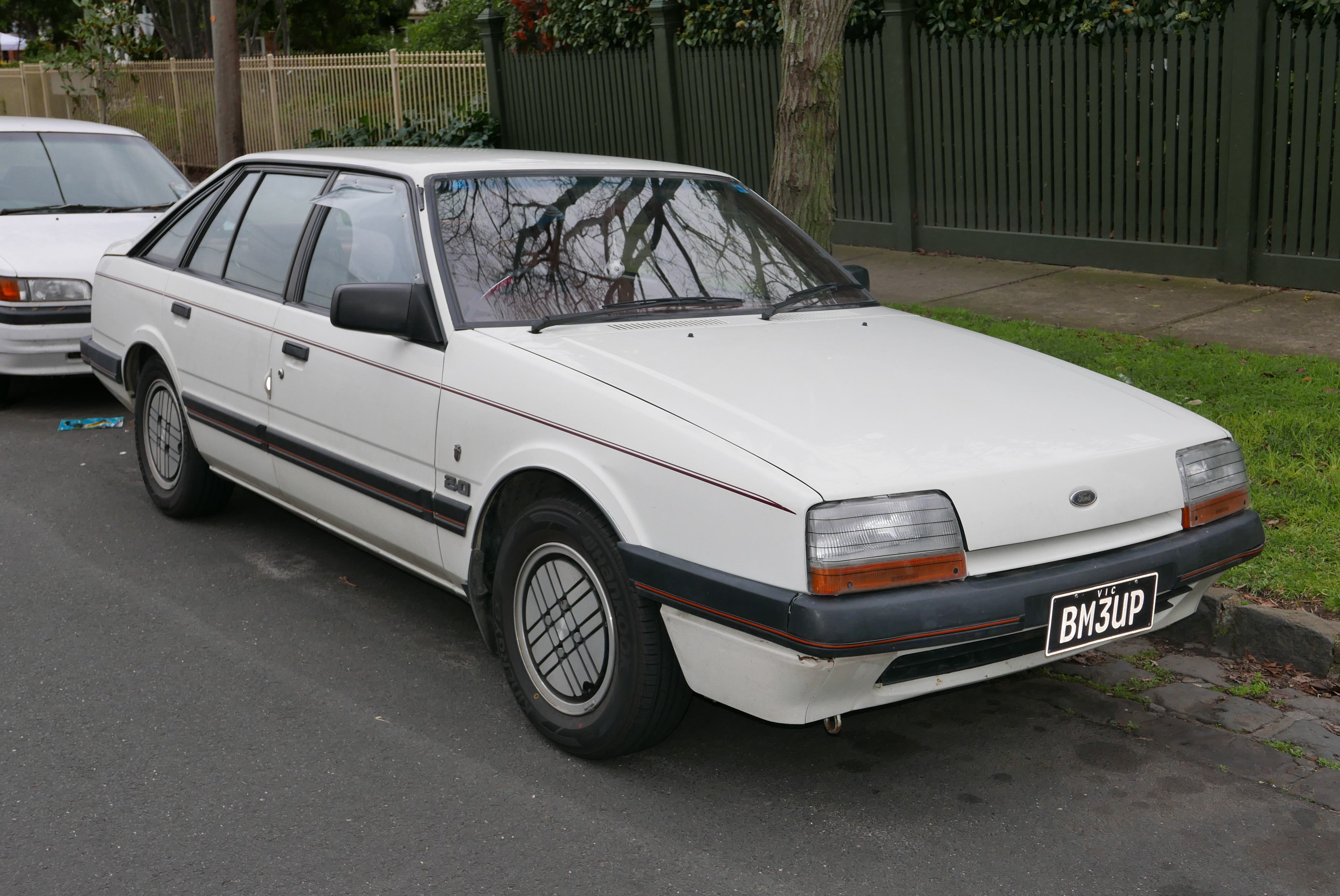
フォード・テルスター

1979年（昭和54年）には日本の中堅自動車メーカーであるマツダと資本提携し、マツダの株式の24.5 %を取得した。マツダにはアジアやオセアニア、またアメリカ向け小型車の開発と生産を委託したほか、「オートラマ」の名で全国にディーラーネットワークを展開し、「レーザー」や「テルスター」、「フェスティバ」など、マツダの工場で生産されたフォードの各モデルや、「マスタング」などのアメリカからの輸入モデルを販売するなど、日本でのフォードビジネスを共同で展開していた。
しかし1990年代に入り、バブル崩壊や販売多チャンネル化の失敗などによりマツダの経営状態が悪化したため、1996年（平成8年）にフォードはマツダへの出資比率を33.4 %に引き上げて自社の傘下におき、最高執行責任者のマーク・フィールズ、最高財務責任者のボブ・シャンクス、欧州担当のスティーブン・オデール氏、エンジン開発担当のジョセフ・バカーイなど役員を多数マツダに出向させた（マツダ・マフィア）。
その後マツダの経営再建は進んだものの、2000年代後半に経営危機に陥ったフォードは、資金調達のためにマツダへの出資比率を2008年（平成20年）より段階的に引き下げ、2015年（平成27年）までに所有する全てのマツダ株式を売却した。これにより、30年以上続いたマツダとの資本提携は解消された。

### 撤退
第二次世界大戦後の日本でのフォードビジネスは「フォード自動車（日本）」、そしてマツダとの提携下で展開した「オートラマ」を経て、その後「フォード・ジャパン・リミテッド」がフォード車の輸入・販売を行っていたが、2016年（平成28年）をもって日本市場から撤退すると発表した。
この理由として本家フォード車の不振と前年のマツダ株の完全売却に加え、「収益改善への合理的な道筋が見えないこと」「日本市場の閉鎖性」を挙げている。日本市場からの撤退に伴い、直営販売子会社の「フォード・ジャパン・ディーラーリミテッド」および日本統括法人の「フォード・ジャパン・リミテッド（フォード・ジャパン）」は完全閉鎖となり、全国の販売会社は契約が解除されて正規ディーラー網は消滅した。これにより、111年間続いてきた日本におけるフォードによる事業の歴史は幕を閉じた。

### 現在
日本撤退後、フォード・ジャパン・リミテッドは正規輸入車に対するアフターサービスを、VTホールディングスグループの「ピーシーアイ」に委託し、全国の認定ディーラーへの部品供給・リコール対応およびアフターサービスの保証業務を行っている。
フォード本社は日本撤退以降日本市場についてはノータッチとなっており、日本法人の復活や日本の別会社との総輸入代理契約を交わすなどのアクションを行っていない。
しかし、全国の輸入車ディーラー有志が並行輸入で新車販売およびアフターサービスを行っており、日本でも新車のフォード車を購入する事が可能になっている。VTホールディングスグループの「エフエルシー」（旧・フォードライフ中部。愛知県清須市）も並行輸入販売を行っており、一部の旧フォードジャパン販売店を通じた全国販売が可能になっている。

## トラクターの生産
1907年からフォードの子会社であるヘンリー・フォード・アンド・サン・カンパニー（Henry Ford and Son Company）がフォードソントラクター（Fordson Tractor）の製造を開始した。1920年にこの会社はフォード・モーターに再統合されたが、1917年に発売開始されたフォードソンF型（Model F）はフォード・モデルT同様に流れ作業により大量生産され、その価格と扱いやすさから爆発的な人気を博した。
フォードソン・トラクターはアメリカとイギリス、アイルランド、そしてアーマンド・ハマーが間に入る形でソビエト連邦で生産され、1923年にはアメリカ国内のトラクター市場で77%のシェアを得るに至っている。
フォードソン・トラクターのアメリカでの生産は1928年で終了しているが、その後もイギリスおよびアイルランドでの製造が継続された。なお、1938年から1964年の間に、フォードのトラクターは全てフォードソン名義からフォード名義に変更されている。
1986年に、フォードは農機メーカーのスペリー・ニューホランド（Sperry-New Holland）から一部部門を買収し、1988年からフォード・ニューホランド（Ford New Holland）名義でのトラクターの生産を開始する。
しかし、1991年、フォードは2000年までにフォード名義の製品の生産を停止するという契約のもと、トラクター部門をフィアット（現：フィアット・クライスラー・オートモービルズ）に売却した。フィアット傘下のニューホランド（New Holland）はこの契約通り、1998年にはフォード名義のトラクターの生産を終了した。

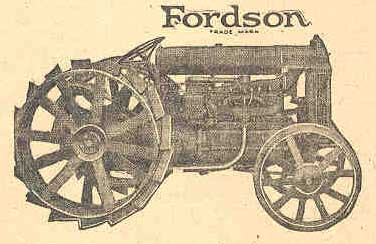
フォードソン・トラクターF型
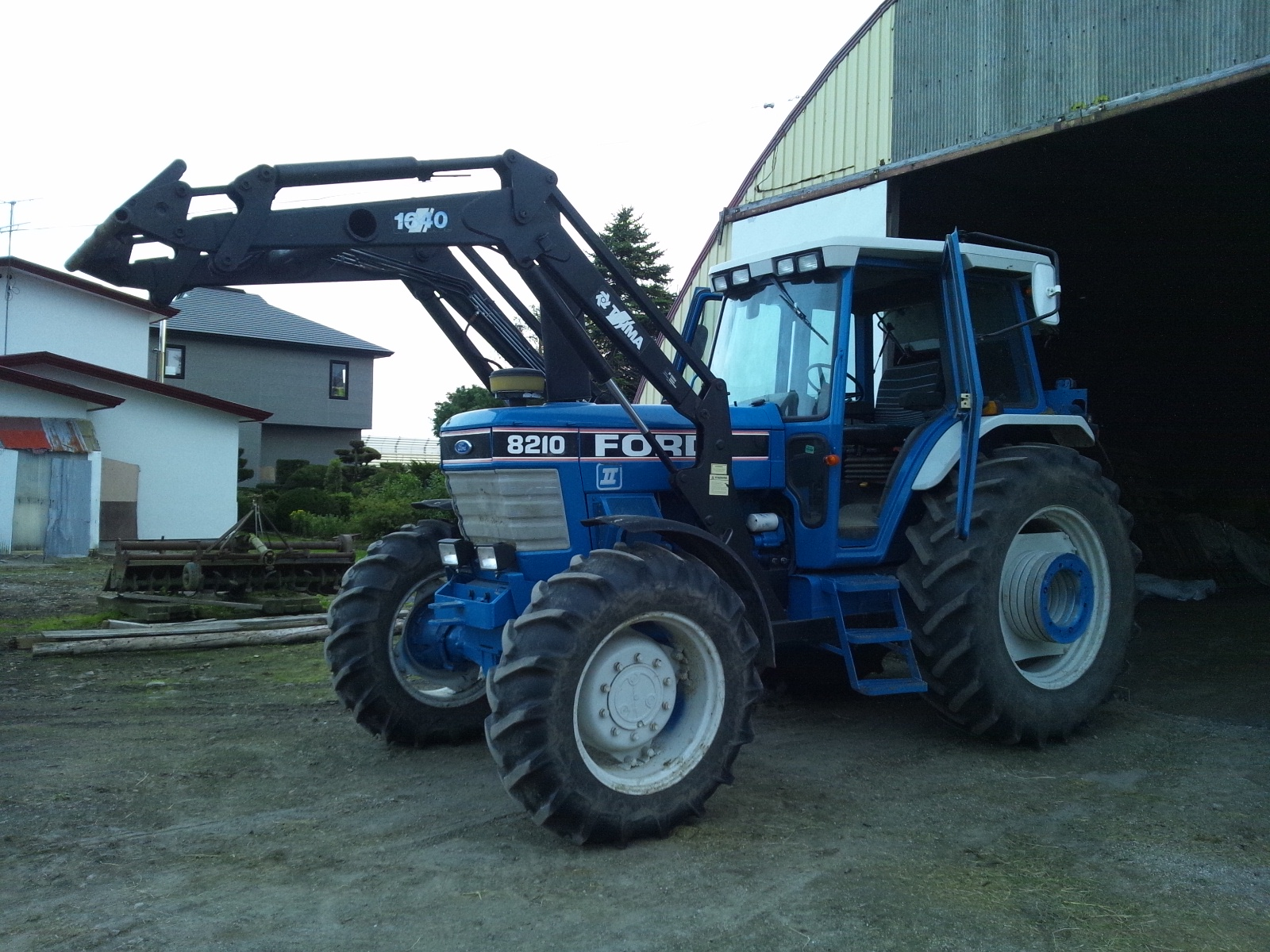
フォードトラクター 8210

## 過去のブランド・部門・傘下

### ブランド
- マーキュリー - 1938年-2010年
- メルクール - 1980年代後半
- エドセル - 1950年代後半
- コンチネンタル - 1950年代後半
- ミーティア - 1949年から1976年
- モナーク - 1946年から1961年
- フロナテック- 1960年

### 傘下
- アストンマーティン - 2007年3月まで
- ジャガー - 2008年3月まで
- デイムラー（Daimler Motoren）- 2008年3月まで
- ランドローバー - 2008年3月まで
- ボルボ・カーズ - 2010年まで
- マツダ - 1996年から2008年まで
- 起亜自動車 - 1998年まで
- トローラー - フォード・ブラジルが買収。

## 現行車種一覧

### フォードブランド
- イクエーター
- エコスポーツ
- エクスプローラー
- エクスペディション
- エスケープ[注釈 4]
- エッジ
- エベレスト
- クーガ
- スーパーデューティー
- トランジット
- プーマ
- フォーカス
- ブロンコ
- ブロンコスポーツ
- マスタング
- マスタング Mach-E
- モンデオ
- レンジャー
- Eシリーズ
- F-150

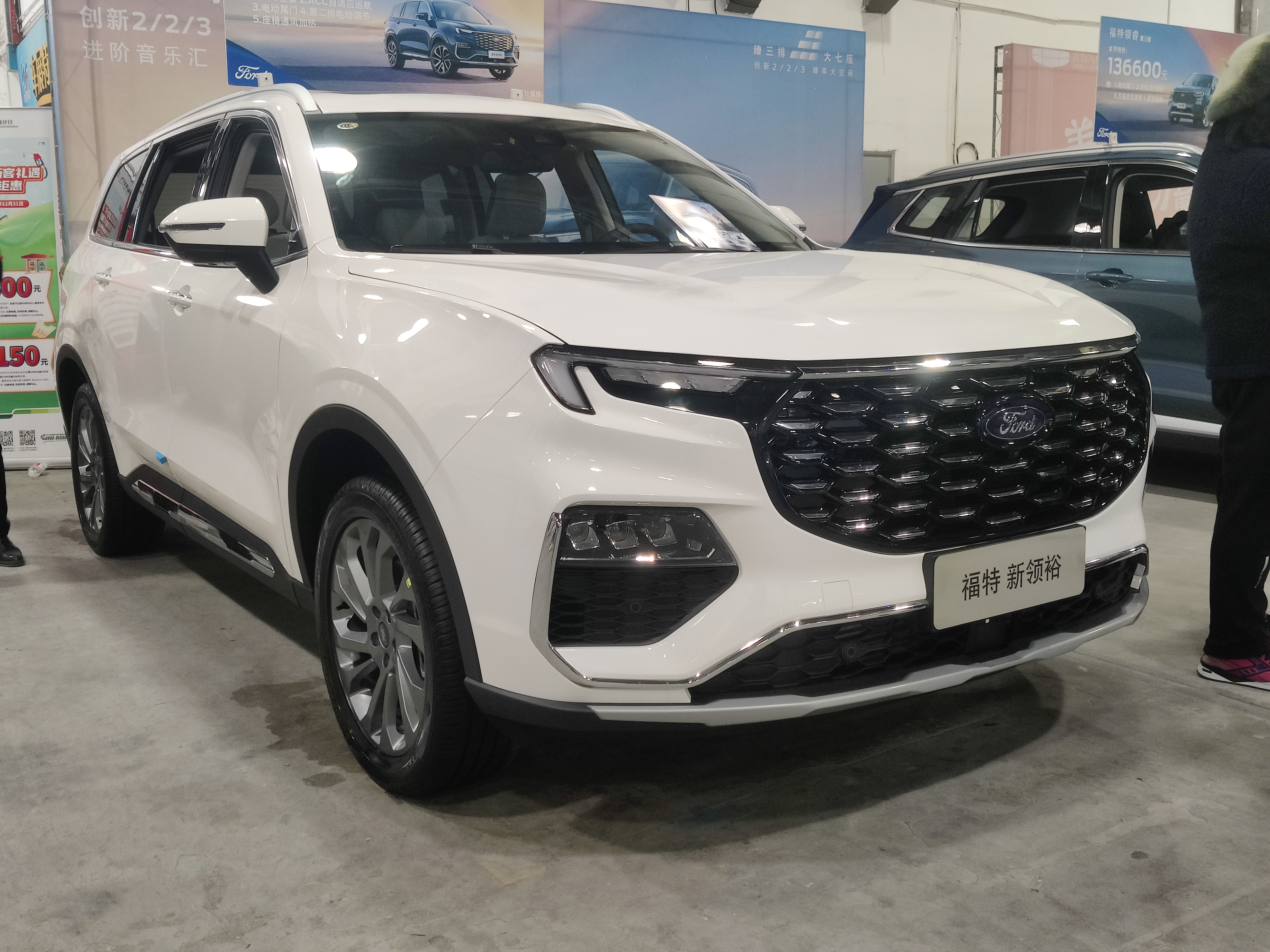
イクエーター中国仕様
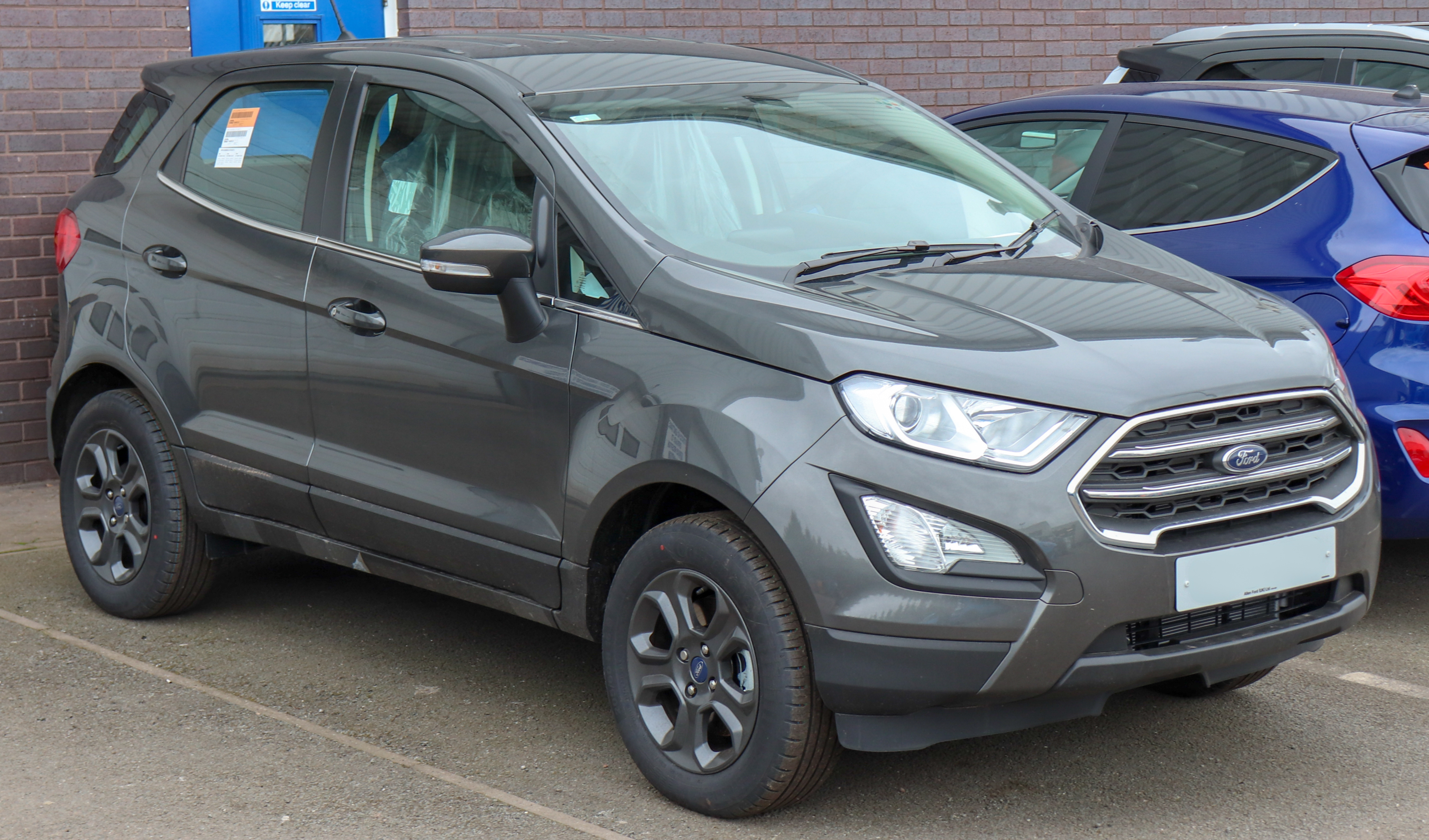
エコスポーツ欧州仕様
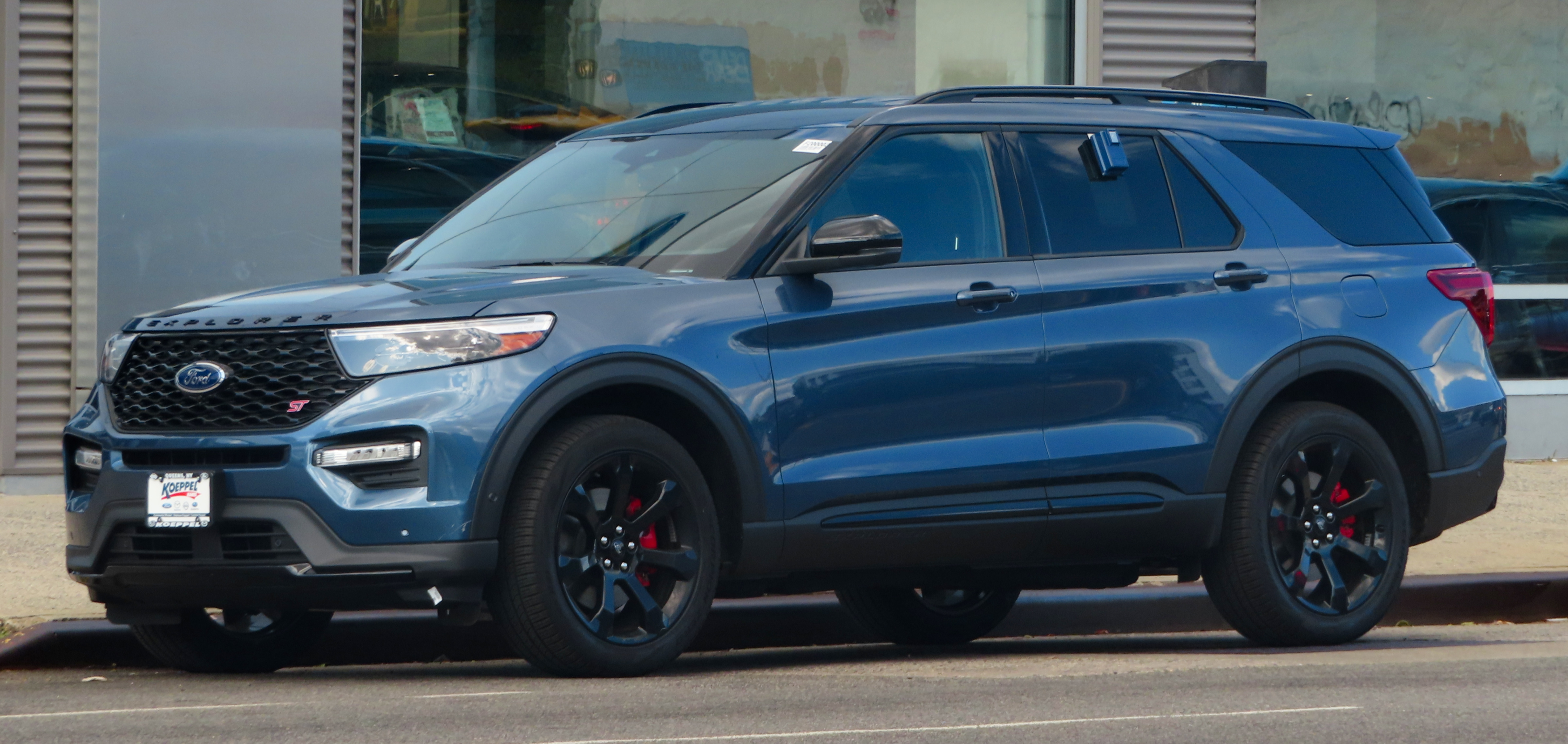
エクスプローラー北米仕様
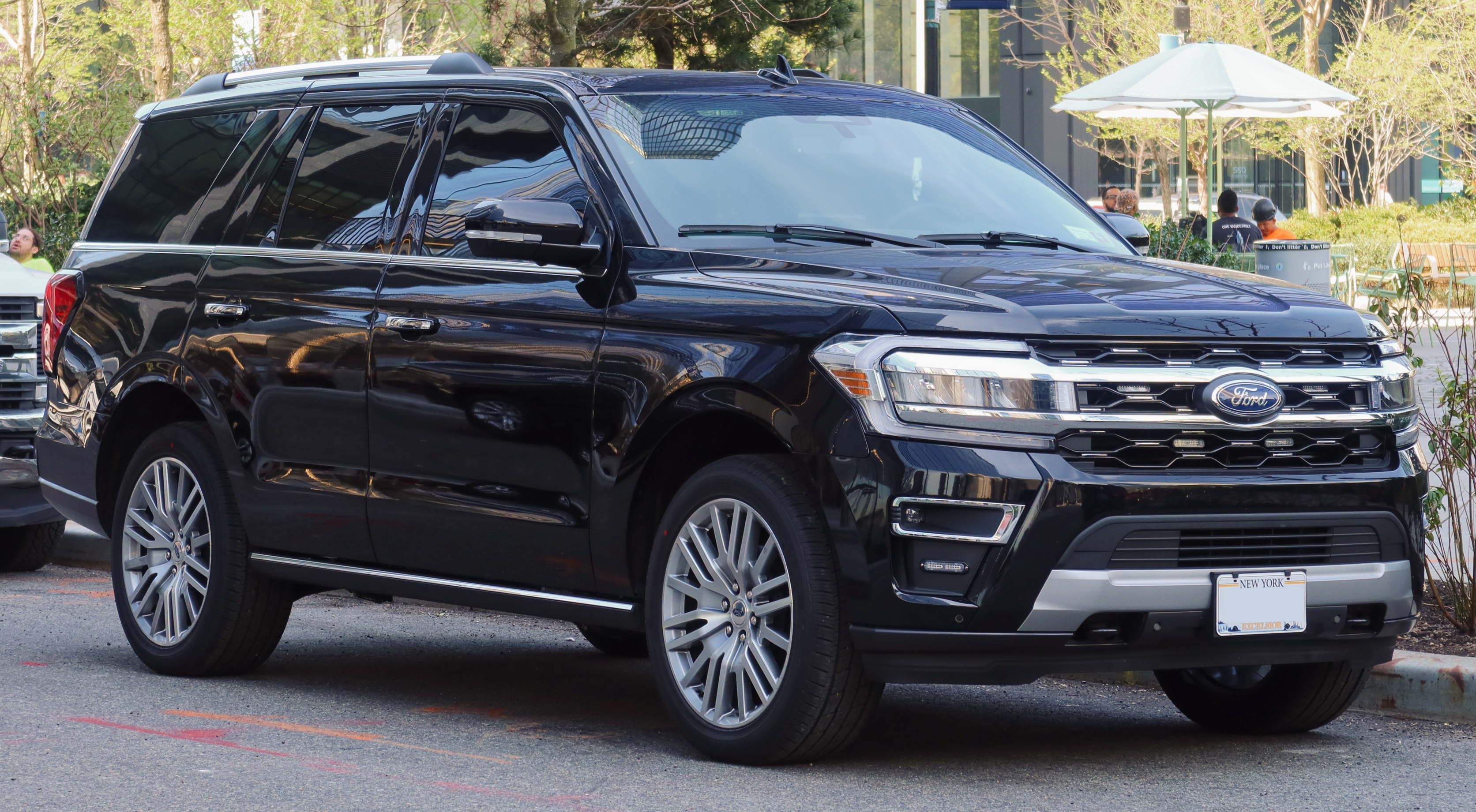
エクスペディション北米仕様
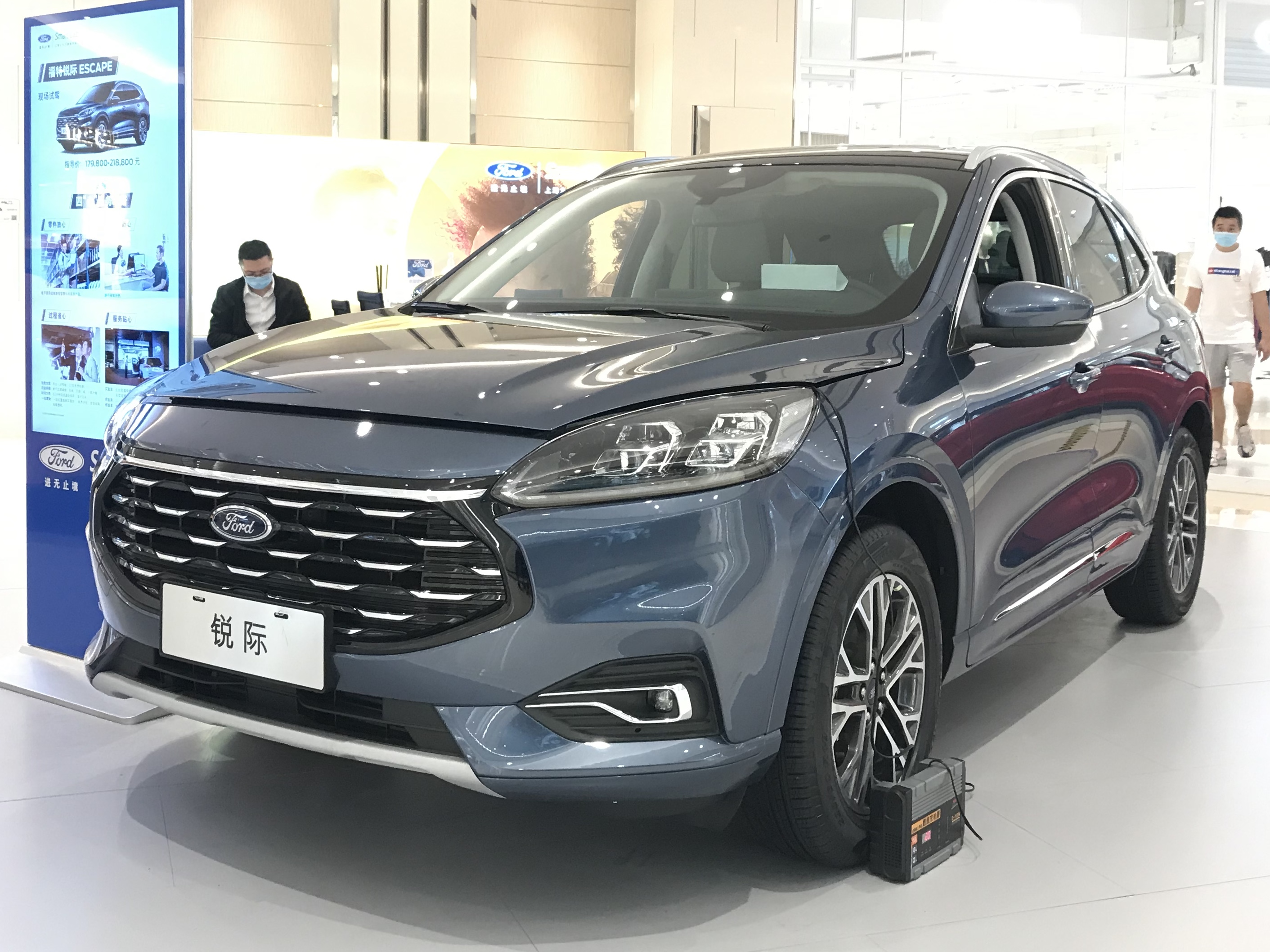
エスケープ中国仕様
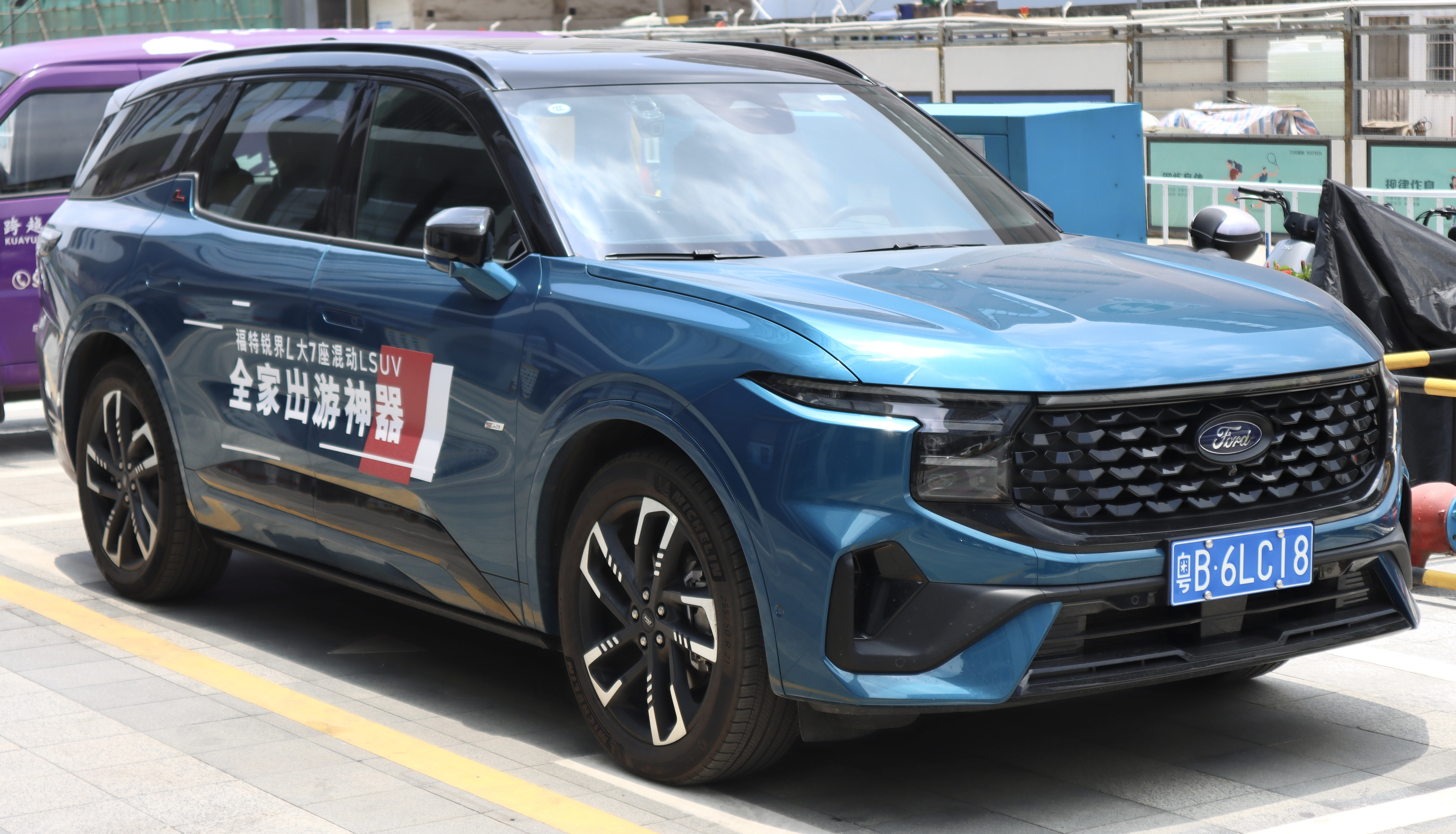
エッジ中国仕様
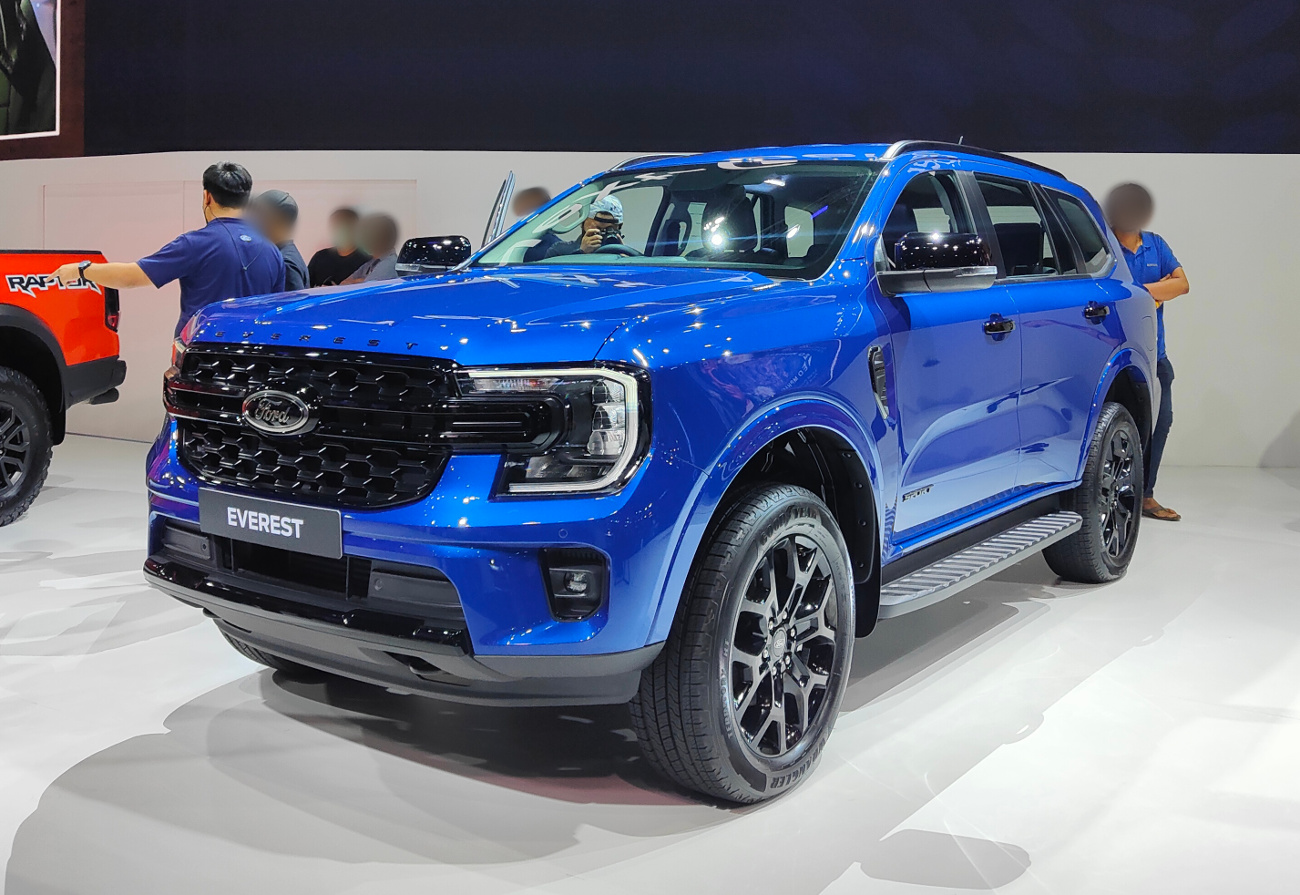
エベレスト中国仕様
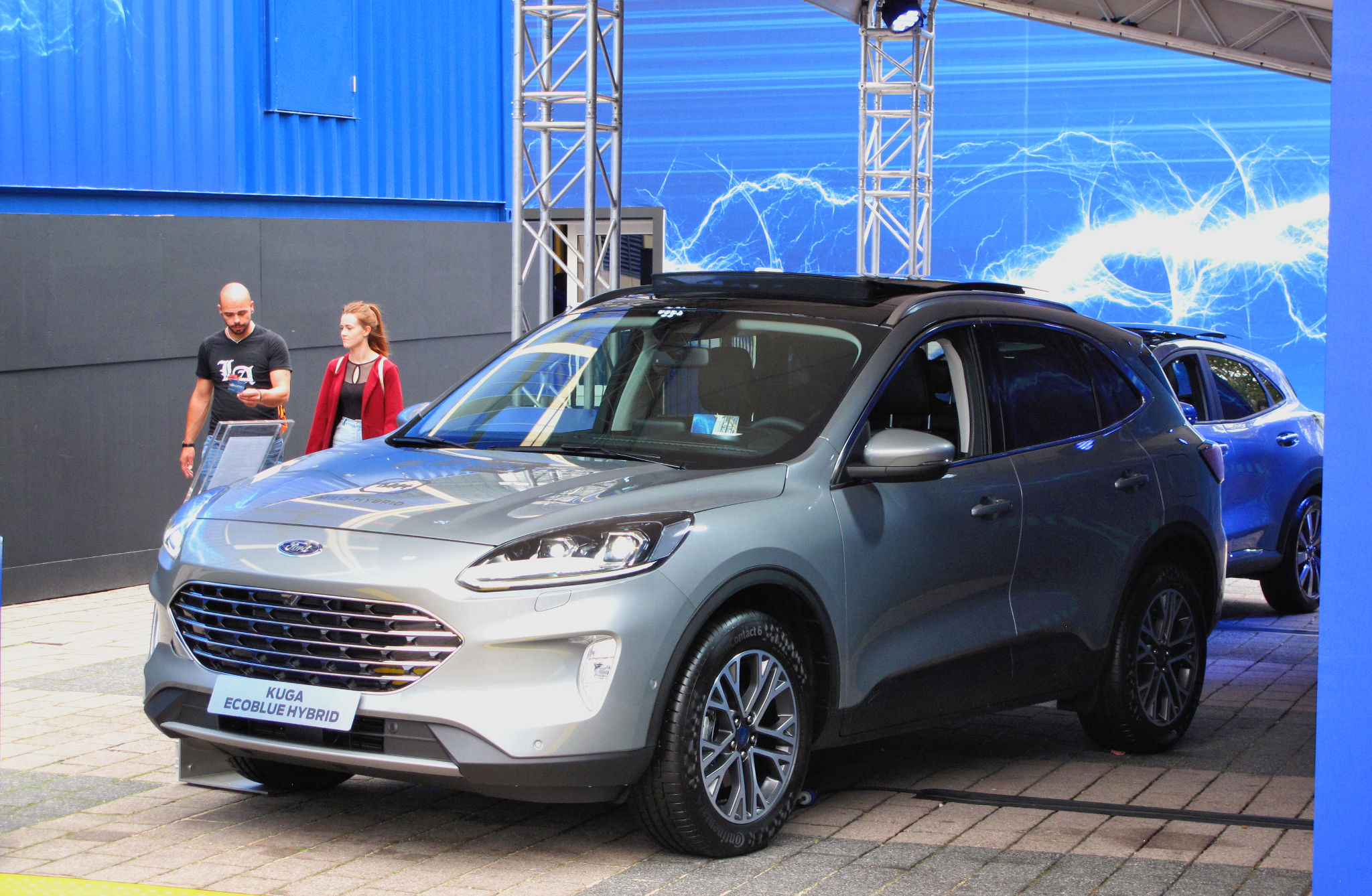
クーガ欧州仕様
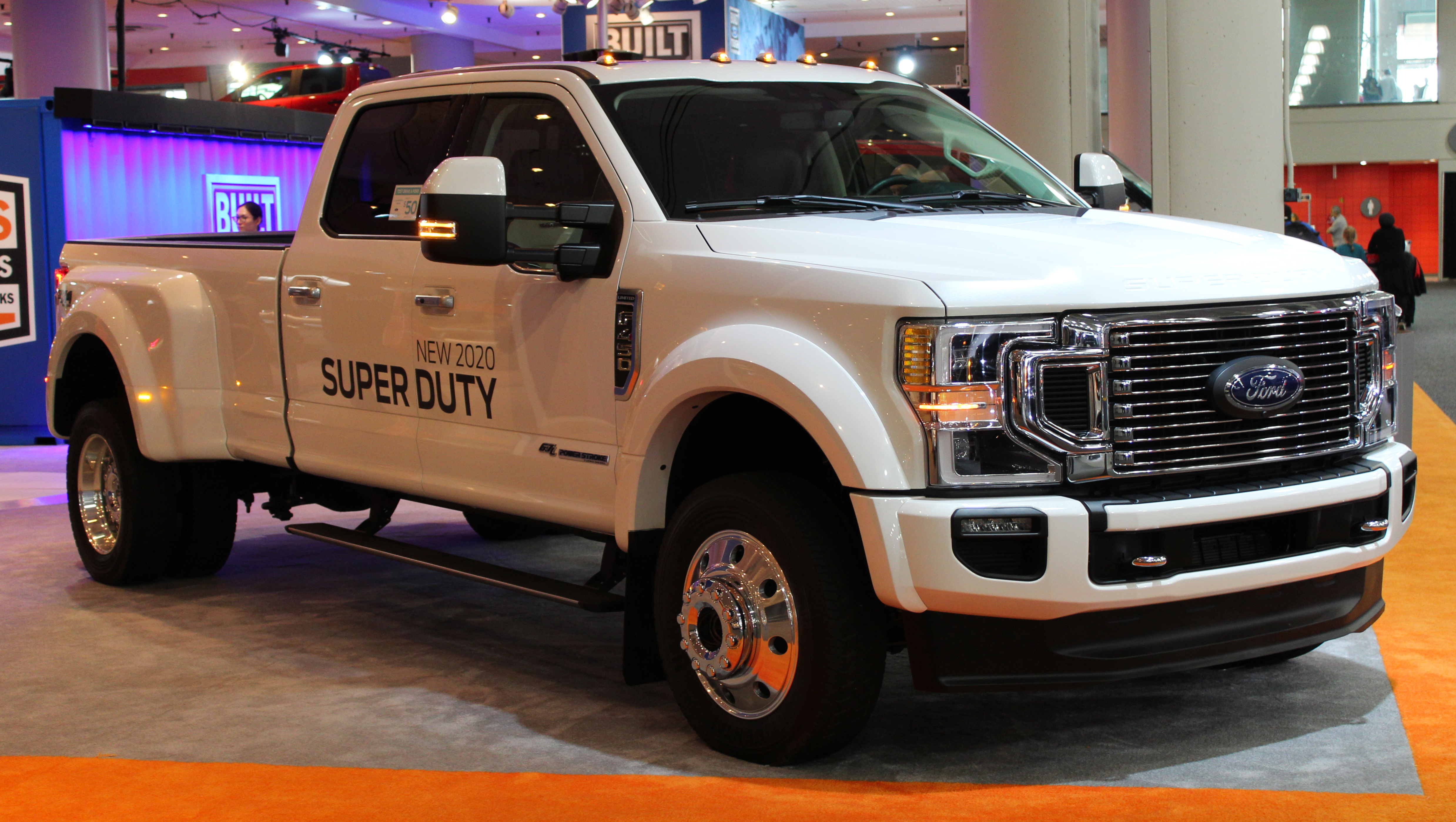
スーパーデューティー北米仕様
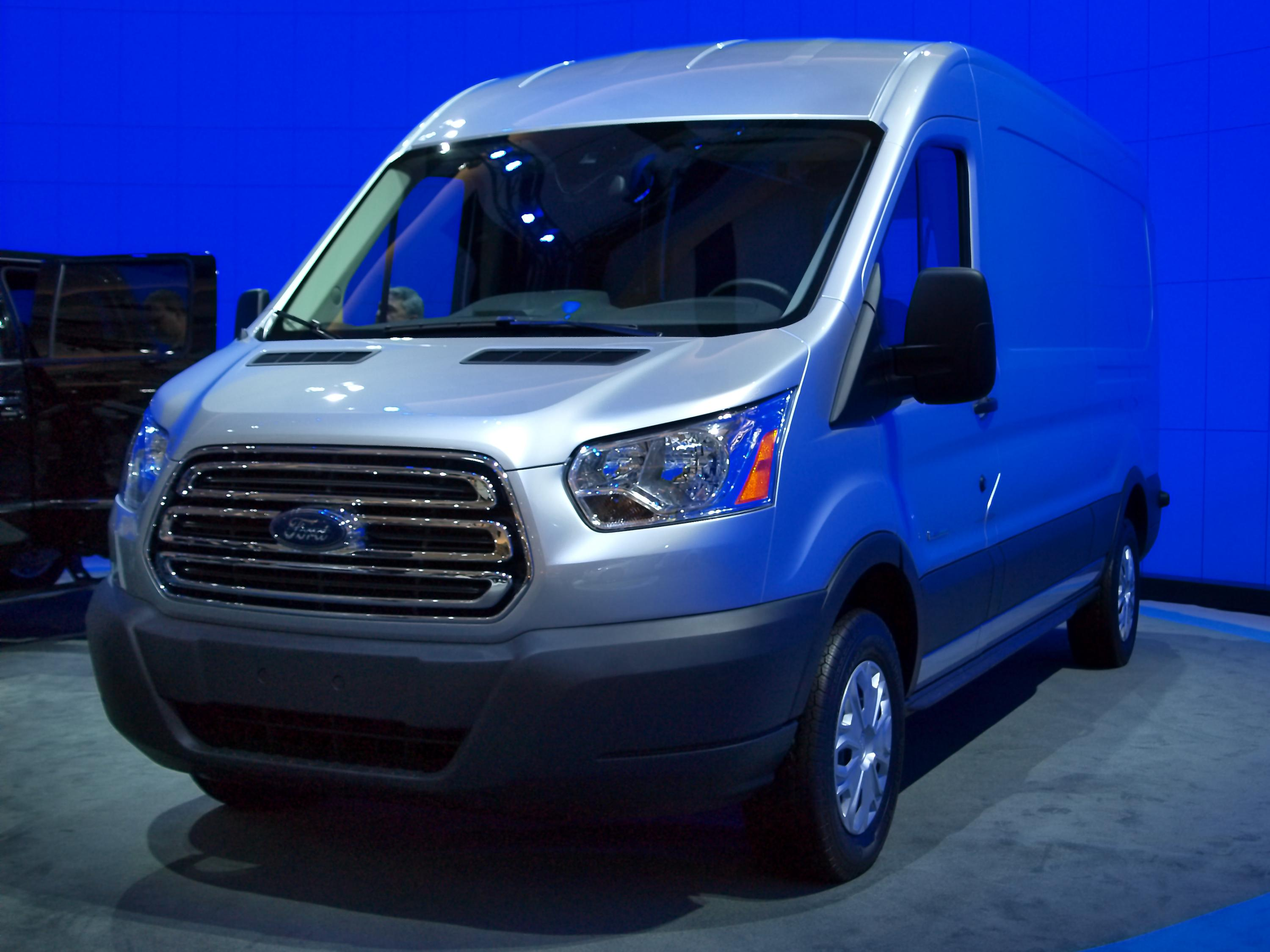
トランジット北米仕様
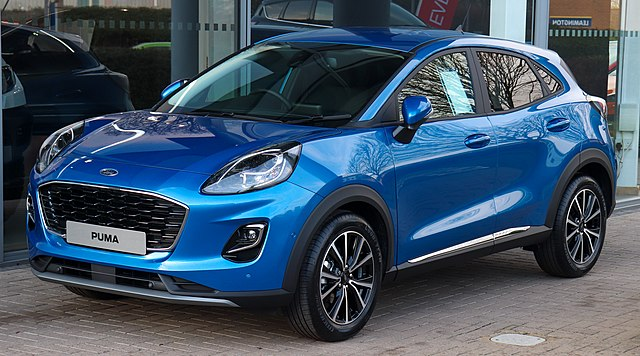
プーマ欧州仕様
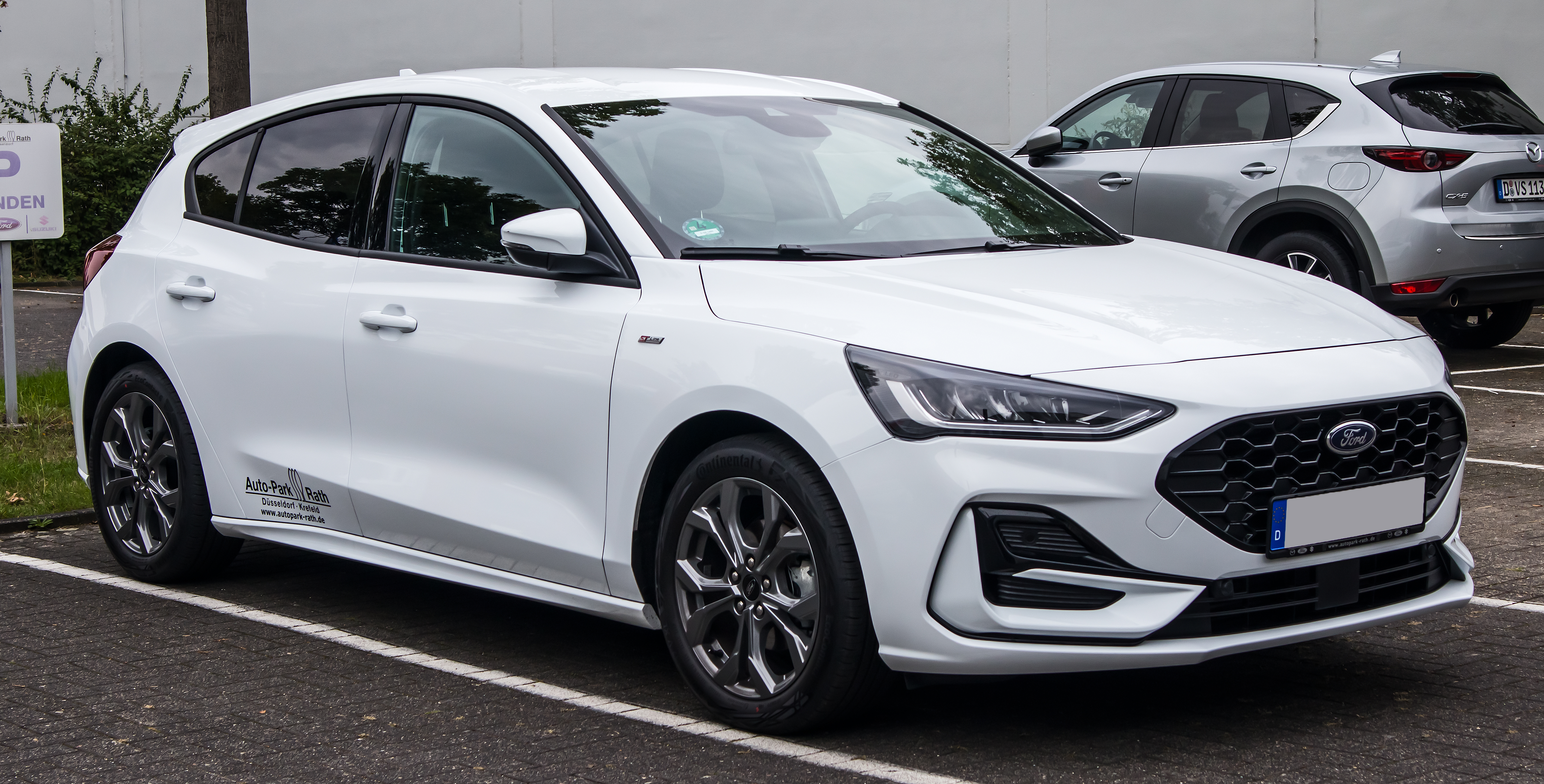
フォーカス欧州仕様
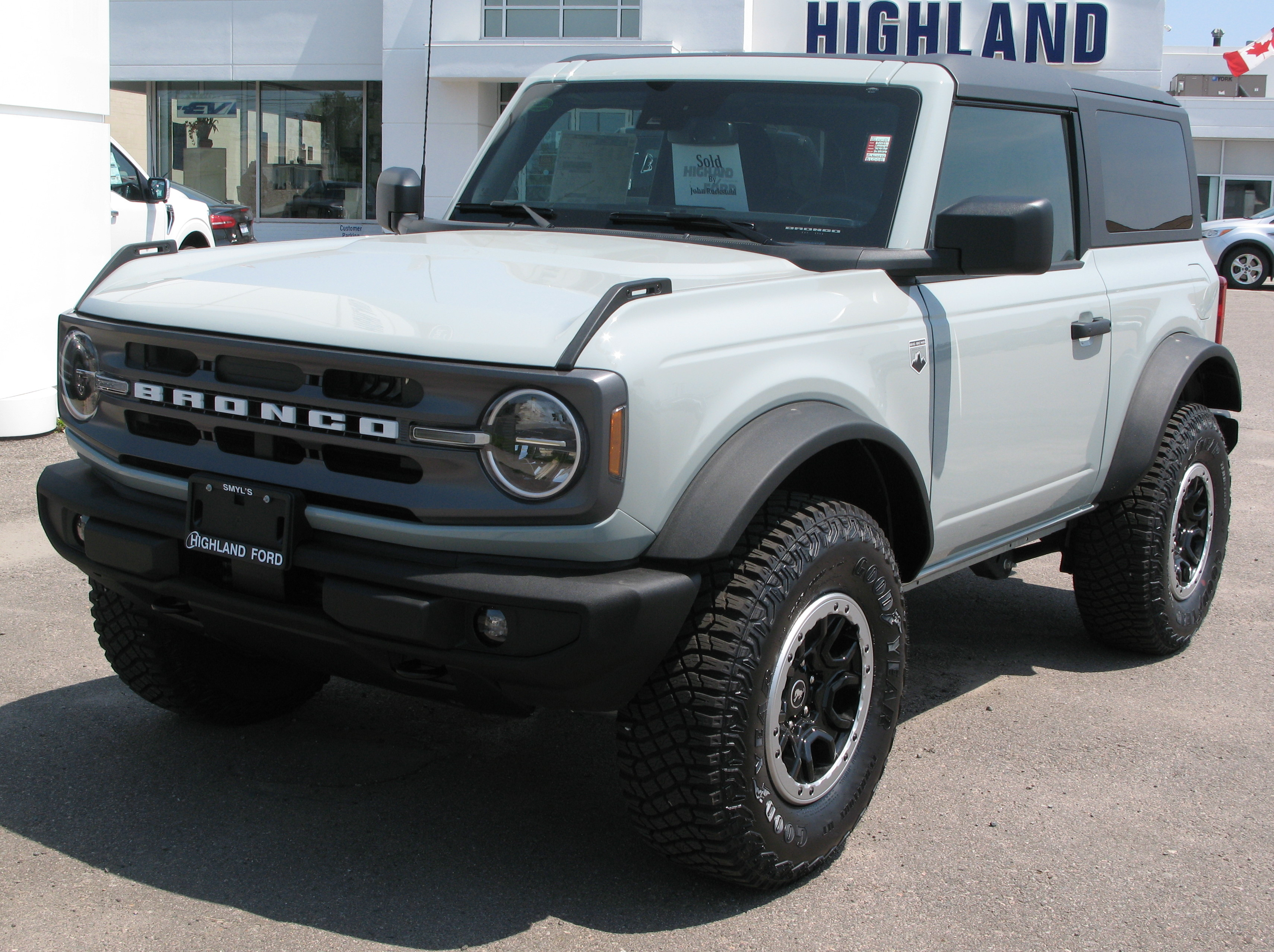
ブロンコ北米仕様
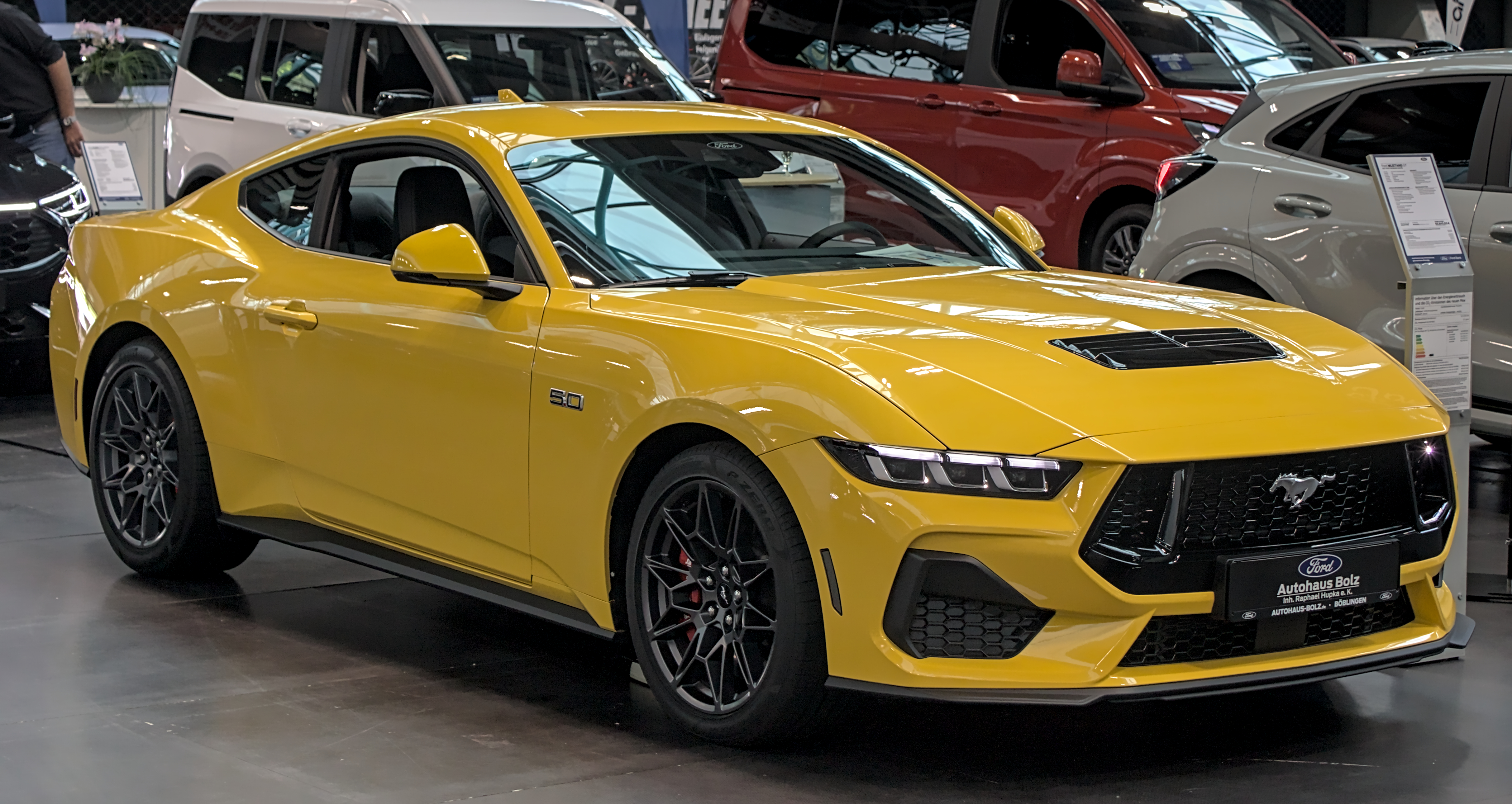
マスタング欧州仕様
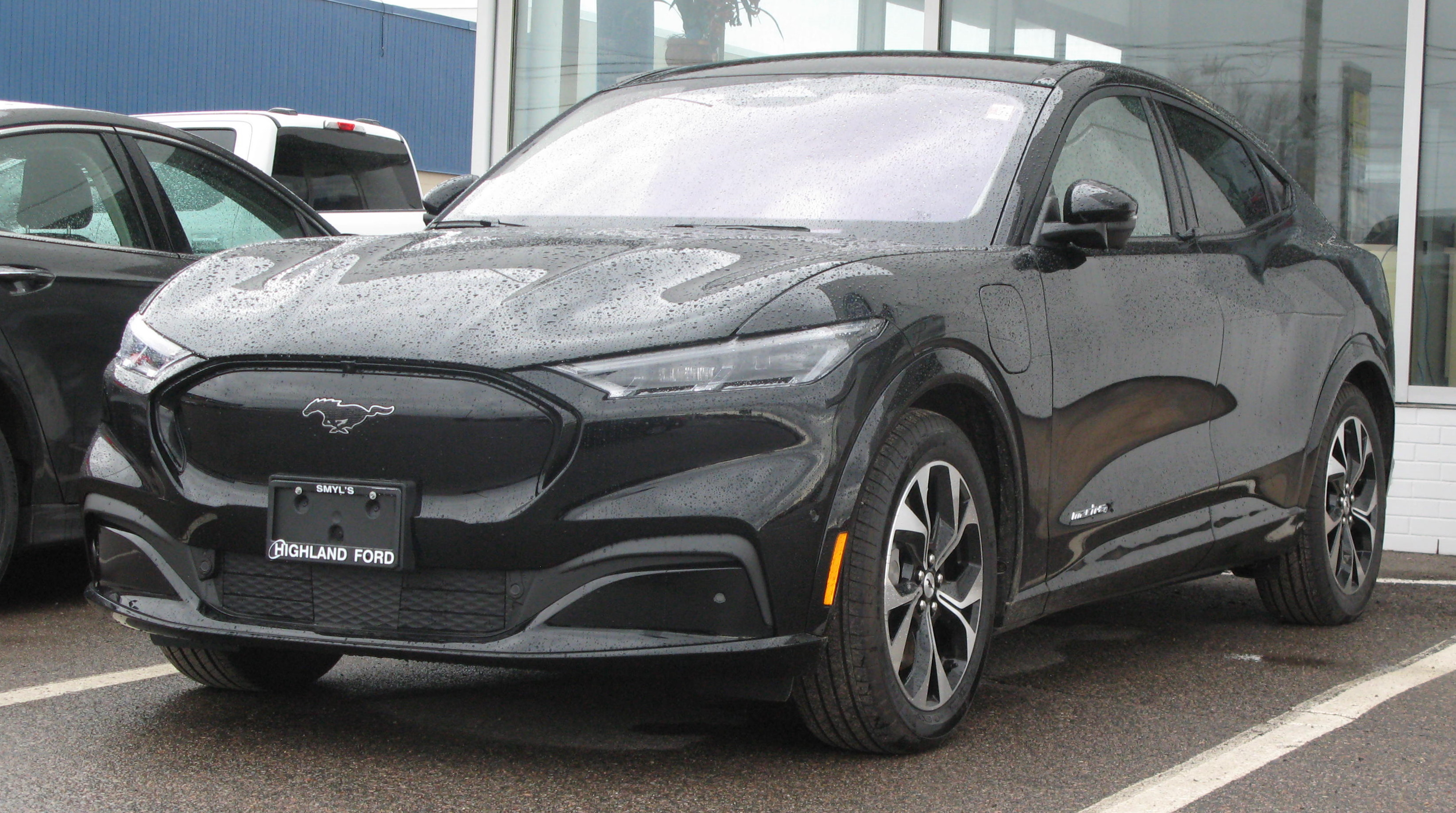
マスタング Mach-E北米仕様
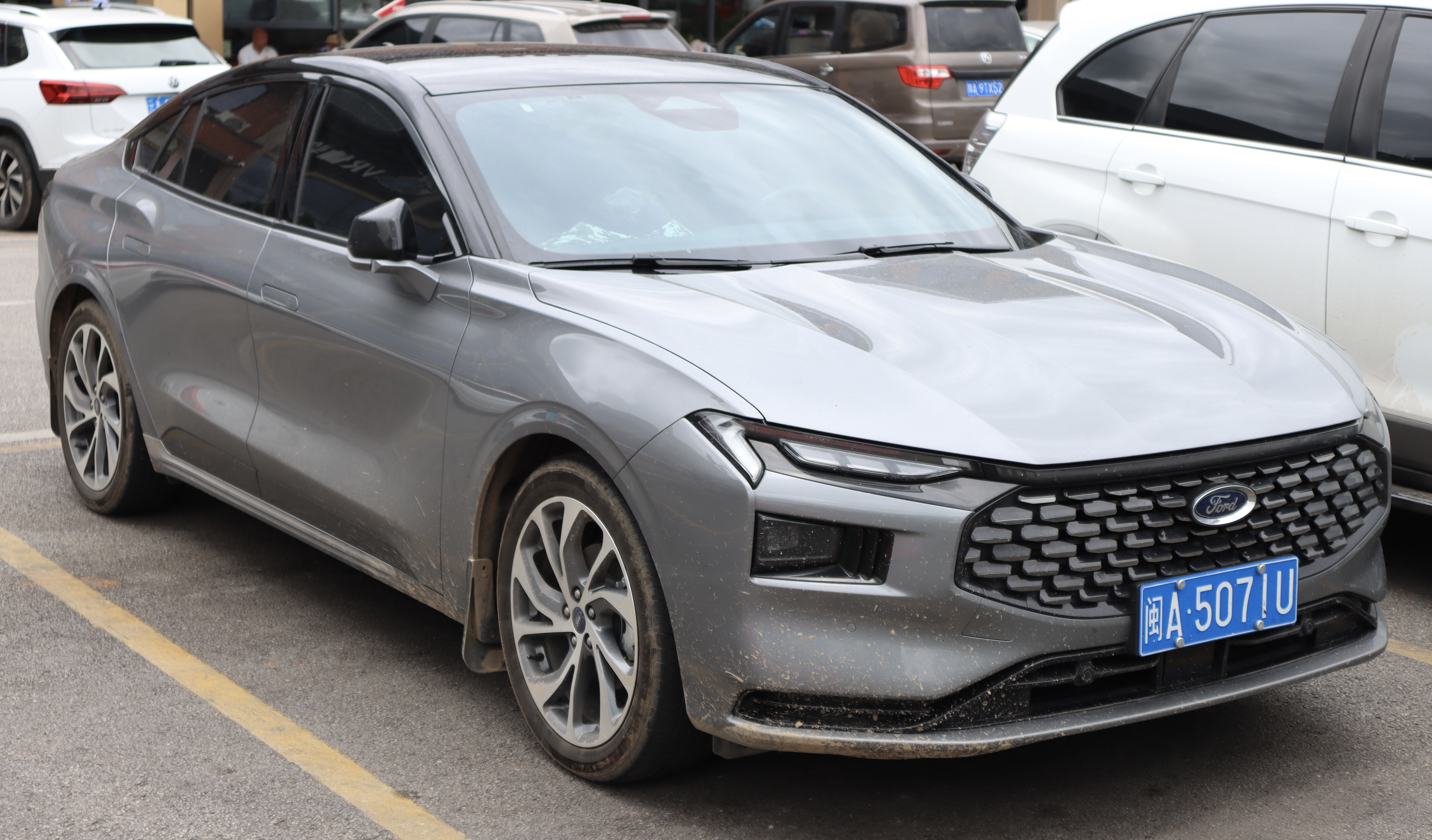
モンデオ中国仕様
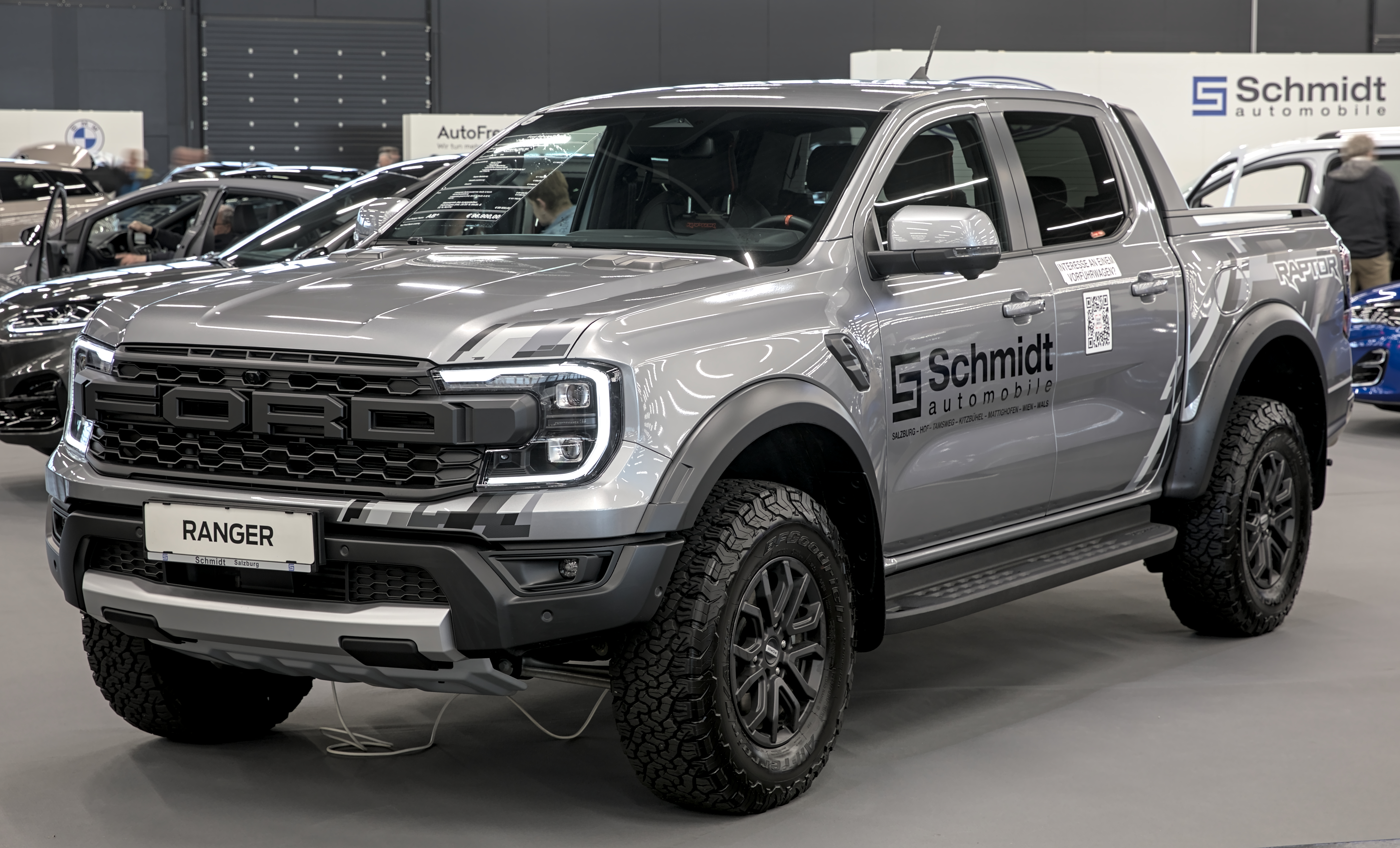
レンジャーラプター欧州仕様
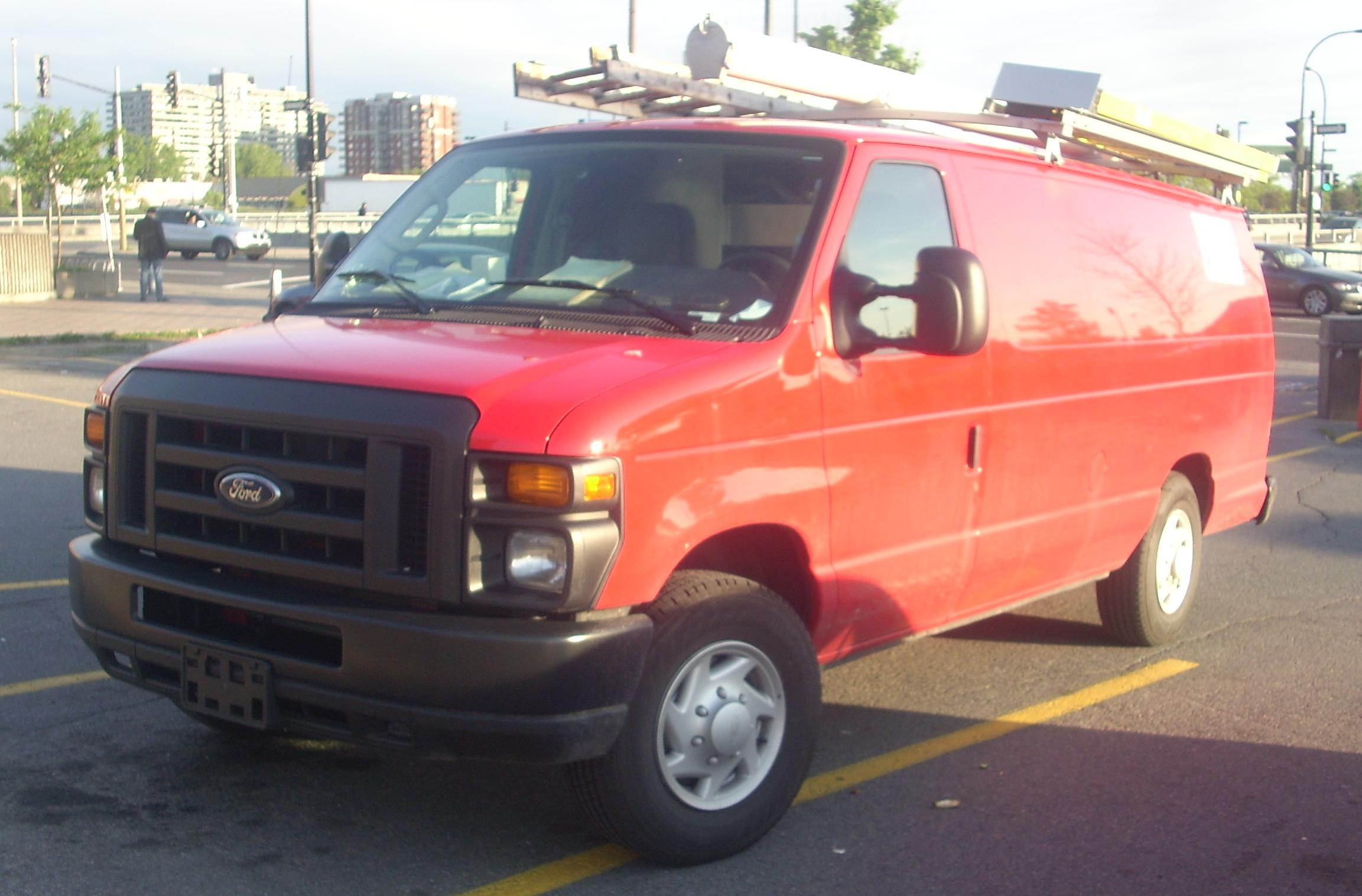
Eシリーズバン北米仕様
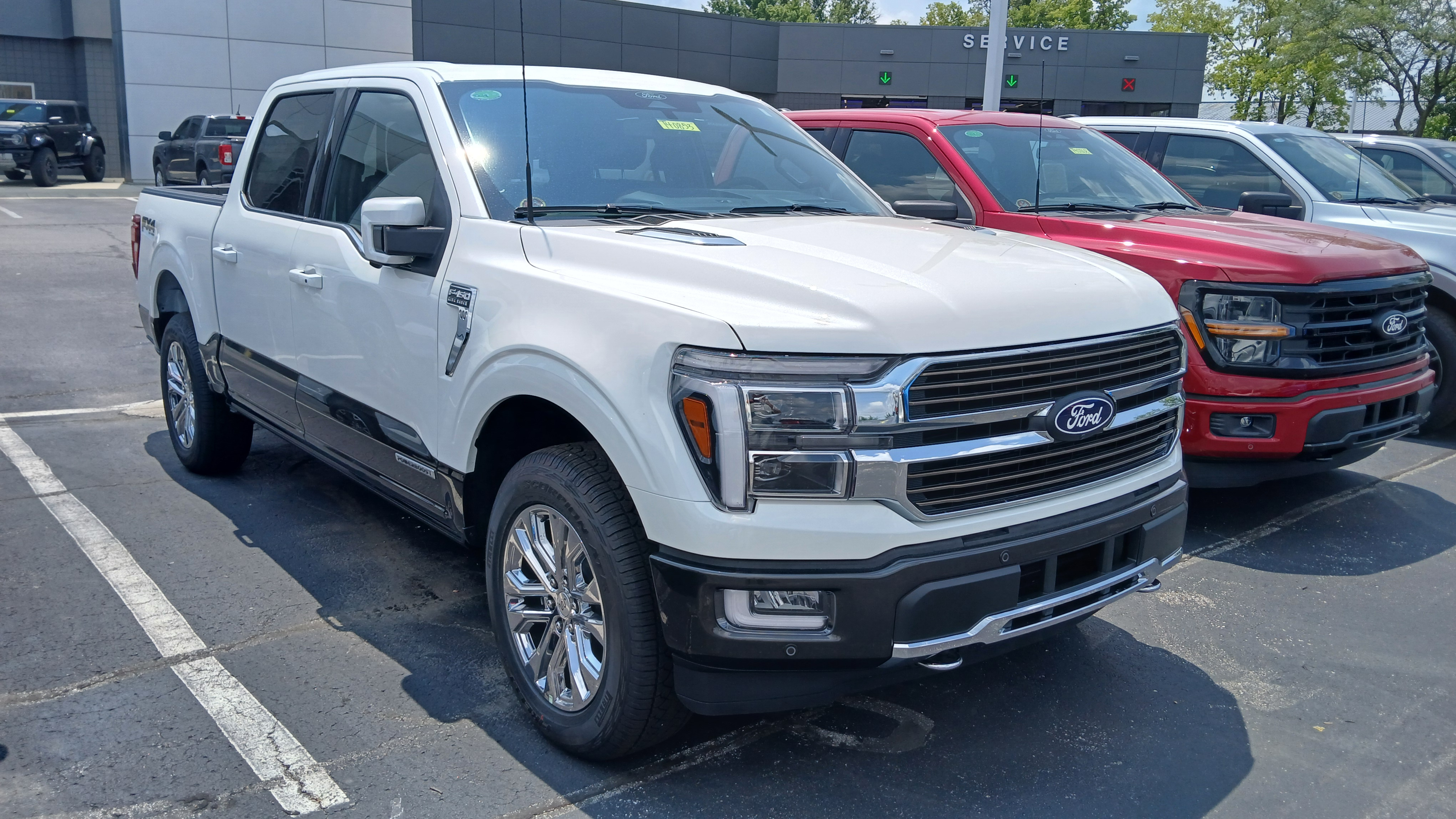
F-150北米仕様

### リンカーンブランド
- アビエーター
- コルセア
- ナビゲーター
- ノーチラス
- Z（英語版）

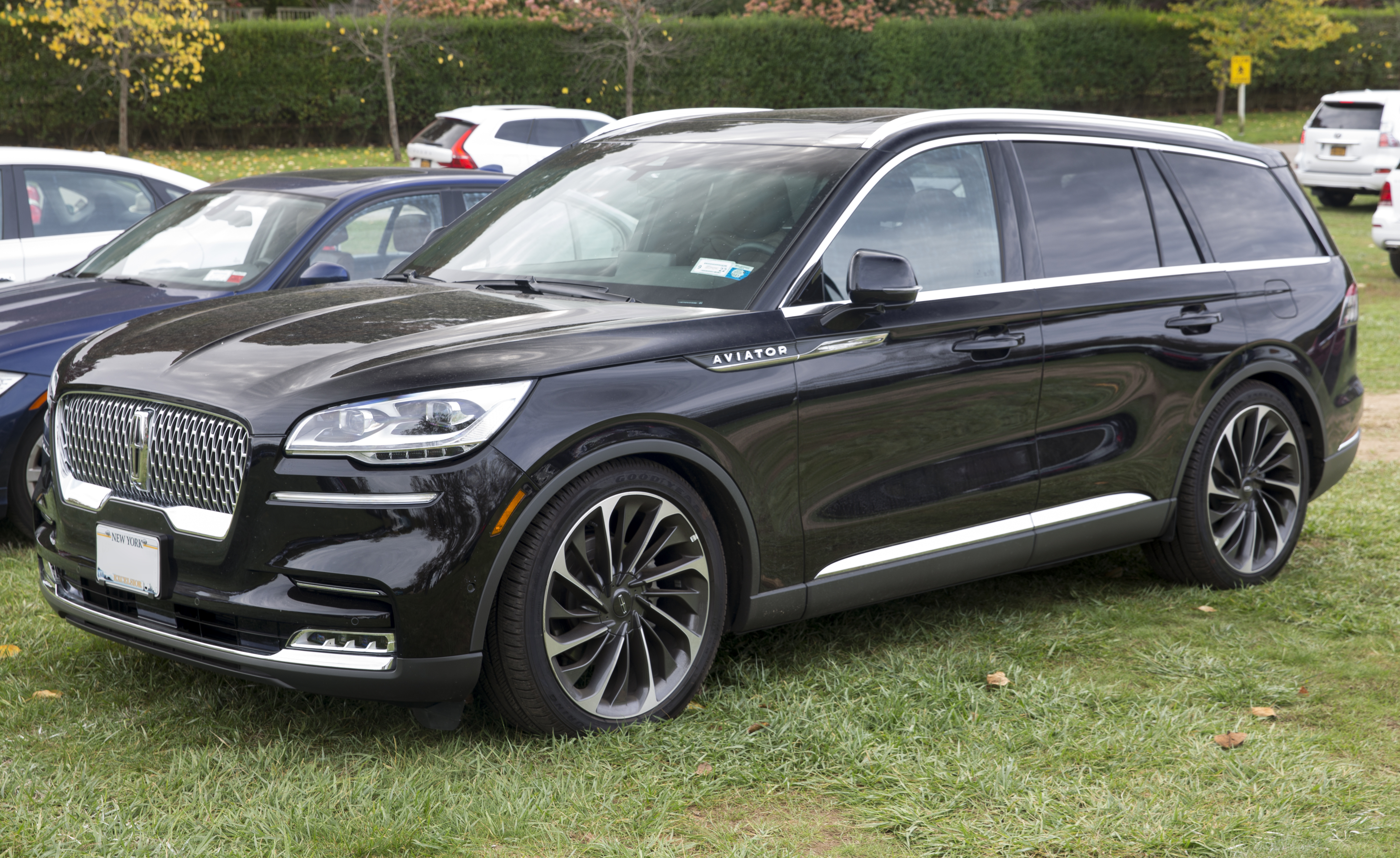
アビエーター北米仕様
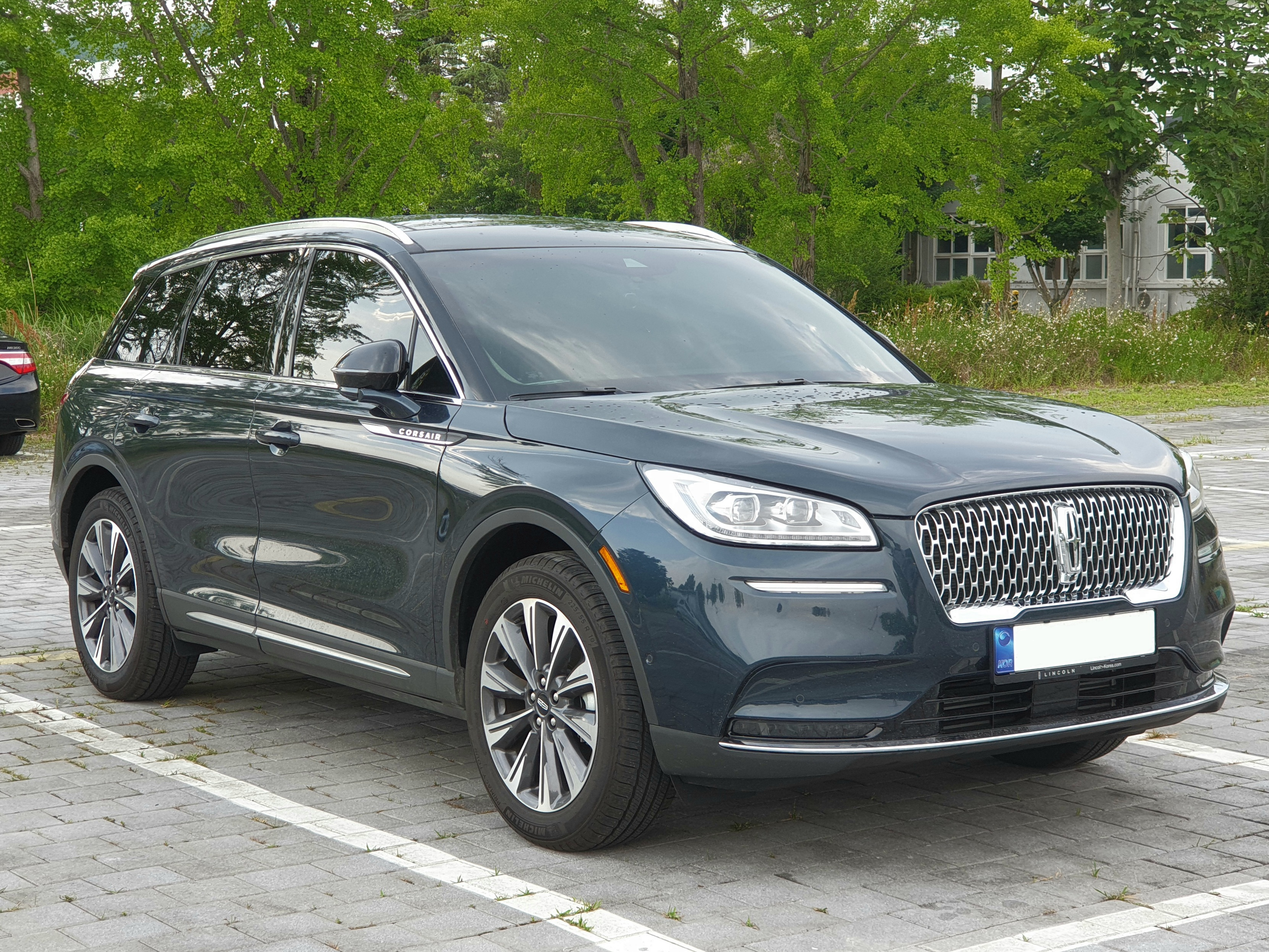
コルセア欧州仕様
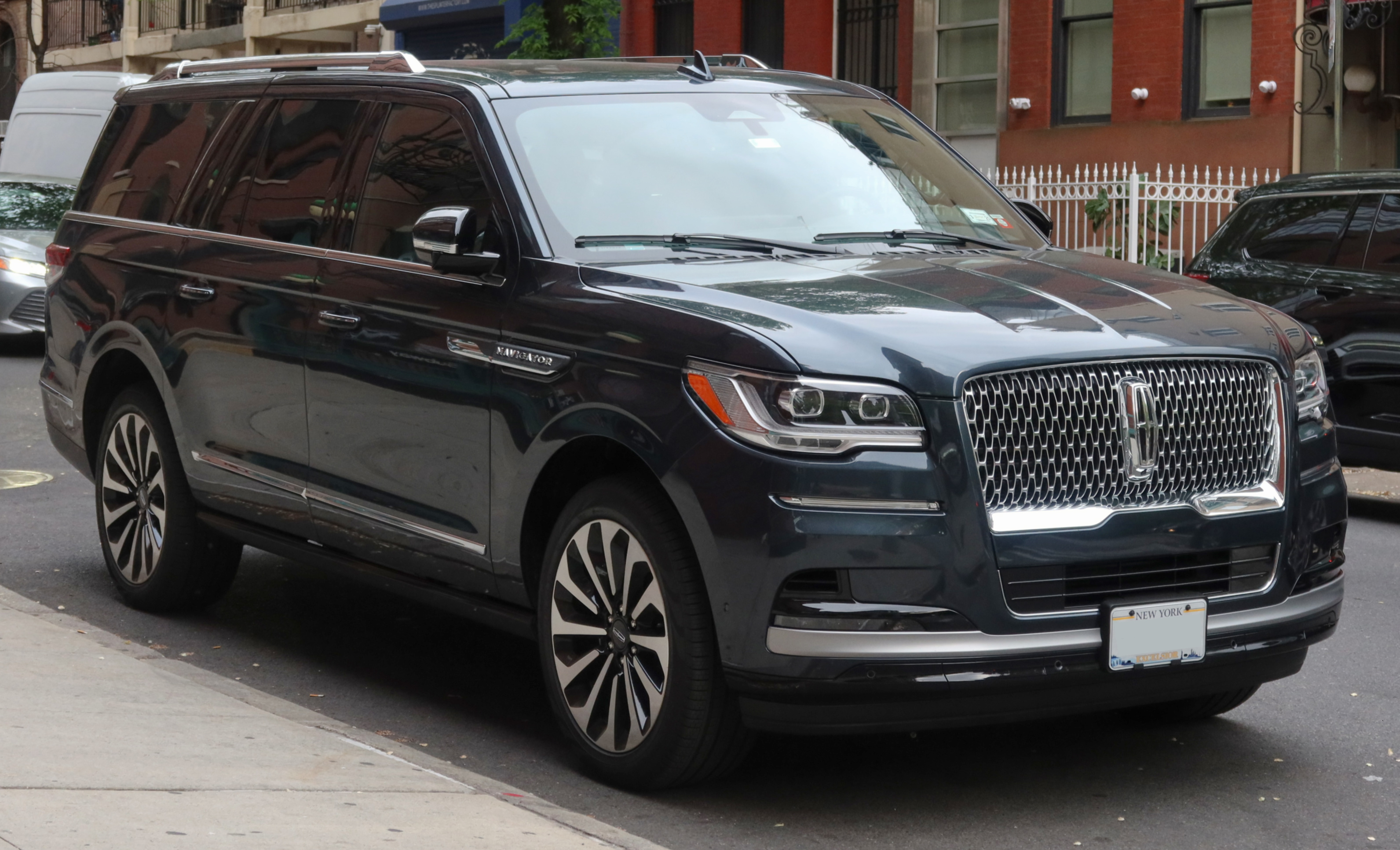
ナビゲーター北米仕様
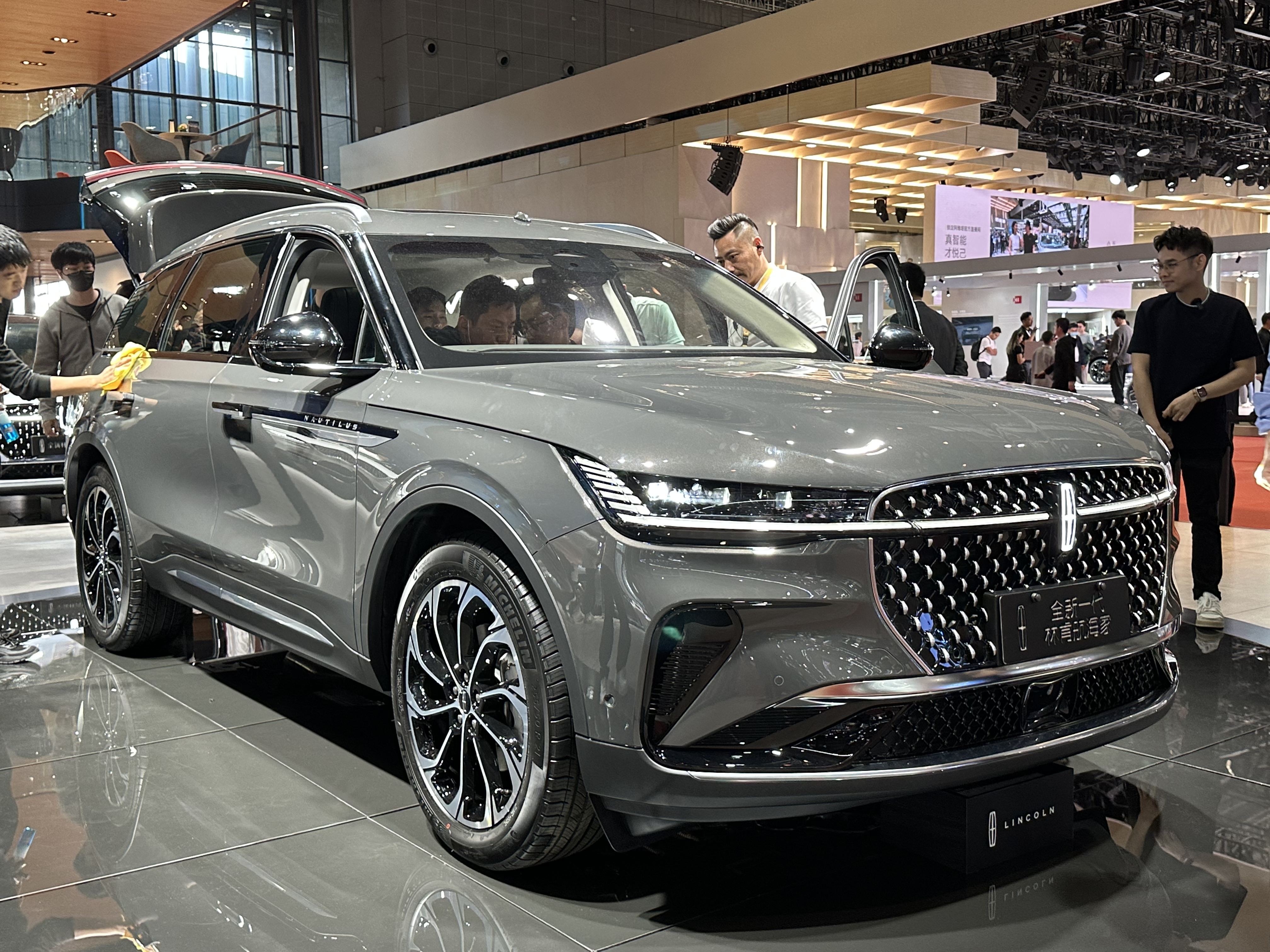
ノーチラス中国仕様
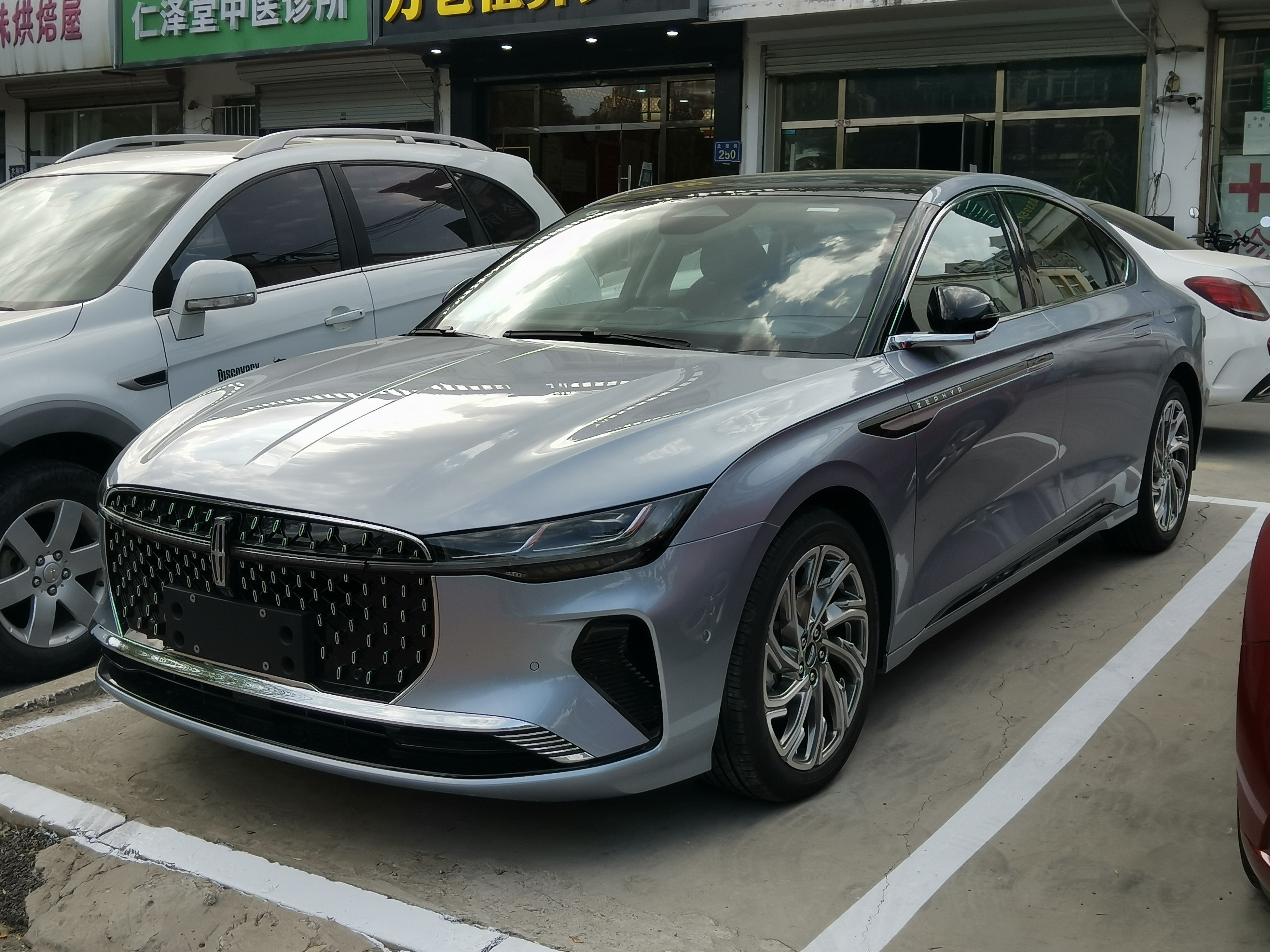
Z中国仕様

## 旧来車種一覧

### フォードブランド
- アングリア
- イクシオン
- ヴェルサイユ[注釈 5]
- エアロスター
- エクスプローラー・スポーツトラック
- エコノバン
- エスコート（北米）
- エスコート（ヨーロッパ）[注釈 6]
- エスコート・コスワース
- カプリ
- カントリー・スクワイア
- ギャラクシー
- ギャラクシー（オーストラリア）
- クラウンビクトリア
- グラナダ（ヨーロッパ）
- コーティナ
- コルセア
- コントゥア
- サンダーバード
- シエラ
- スコーピオ
- スペクトロン
- タウヌス
- テリトリー
- テルスター
- デル・レイ
- トーラス
- トレーダー
- ファイブハンドレッド
- ファルコン
- フィエスタ
- フェアモント
- フェアレーン
- フェアレーン（オーストラリア）
- フェスティバ
- フェスティバミニワゴン
- フュージョン（ヨーロッパ）
- フュージョン（アメリカ）
- フリースター
- フリースタイル/トーラスX
- フリーダ
- フレックス
- プローブ [注釈 7]
- ブロンコII
- マベリック（アメリカ）
- マベリック（ヨーロッパ）[注釈 8]
- メトロスター
- T型
- レーザー
- ローヤル [注釈 9]
- C-MAX
- GT
- J80
- J100
- Ka
- LCF [注釈 10]
- LTD
- RS200
- S-MAX
- V8

### マーキュリーブランド
- カプリ
- クーガー
- グランドマーキー
- セーブル
- ヴィレジャー - 日産・クエストの姉妹車。
- マーキス
- マリナー - フォード・エスケープの姉妹車。

### リンカーンブランド
- コンチネンタル
- タウンカー
- LS
- マークLT
- マークVII
- マークVIII
- MKT
- MKZ

## 著名なエンジンチューナー
- コスワース
- サリーン
- シェルビー
- ラウシュ・イェーツ・エンジン
- フーニガン